# Маркс, Карл
Карл Ге́нрих Маркс (нем. Karl Heinrich Marx; 5 мая 1818[…], Трир, Рейнская провинция, Пруссия[…] — 14 марта 1883[…], Лондон, Англия, Великобритания[…]) — немецкий философ

, социолог, экономист, писатель, поэт, политический журналист, общественный деятель, историк. Наиболее известными его трудами являются «Манифест Коммунистической партии» (1848 год в соавторстве с Фридрихом Энгельсом) и «Капитал. Критика политической экономии» (1867—1883). Политическая и философская мысль Маркса оказала огромное влияние на последующую интеллектуальную, экономическую и политическую историю.
Из-за своих политических публикаций с призывами революционного свержения прусской монархии Маркс вынужден был в 1843 году покинуть Германию и, став лицом без гражданства, поселился в Лондоне.
Маркс доказывал, что человеческое общество на каждом из этапов развивается в результате классовой борьбы, вызванной противоречиями в интересах различных общественных классов. В капиталистическом способе производства базовым является конфликт между владельцами средств производства и наёмными рабочими, продающими свою рабочую силу в обмен на заработную плату. При этом каждая из эпох является историчной, то есть возникает, развивается и исчезает со временем при определённых условиях. Капитализм, как и другие социально-экономические системы, содержит внутренние противоречия, которые приведут его через пролетарскую революцию к замене новой системой — бесклассовым коммунистическим обществом.
Совокупно критические теории Маркса получили название «марксизм». Маркса называют одной из самых влиятельных фигур в истории человечества, а его работы как превозносили, так и критиковали. На основе работ Маркса появились следующие направления:
1. В философии — диалектический материализм (материалистическая интерпретация философии Гегеля).
2. В социально-гуманитарных науках — исторический материализм (материалистическое понимание всемирной истории).
3. В экономике — дополнение трудовой теории стоимости представлениями о товаре «рабочая сила» и прибавочной стоимости.
4. В социальной практике и современных социально-гуманитарных науках — научный социализм, теория классовой борьбы[21].

Хотя при жизни идеи Маркса не получили широкого признания, с конца XIX века влияние его учения оказалось огромным. Влияние Маркса сопоставимо лишь с влиянием основателей мировых религий. Множество политических партий во всём мире модифицировало или адаптировало его идеи. Массовые движения, а в XX веке и целые государства рассматривали себя последователями Маркса, которые воплощают его идеи в жизнь.

## Биография

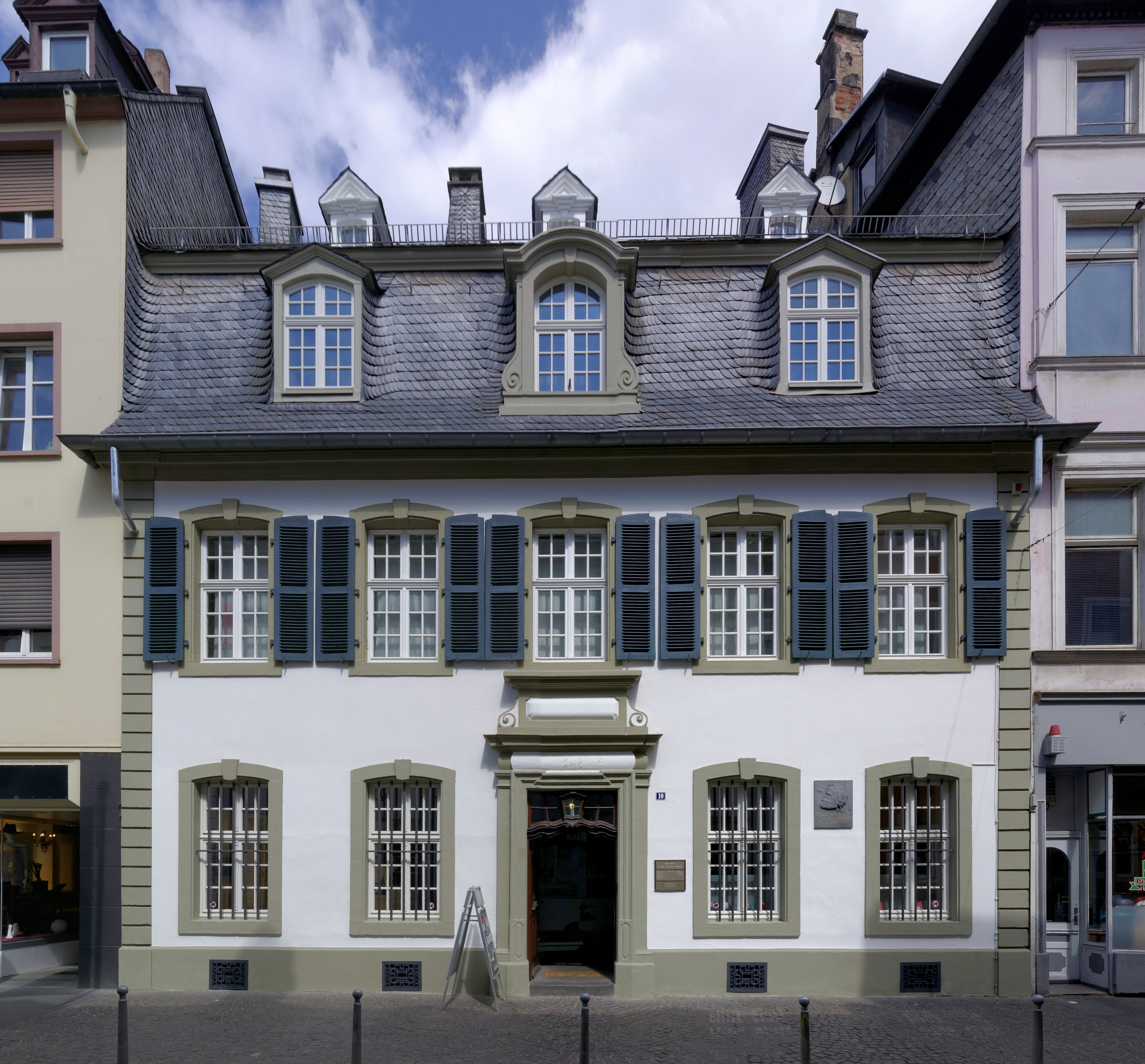
Дом, в котором родился Маркс

### Юность
Карл Маркс был третьим ребёнком в еврейской семье трирского адвоката Генриха Маркса (1777—1838), происходившего из рода раввинов . Родился в Трире 5 мая 1818 года в доме по адресу Брюккергассе/Brückergasse, 664 (теперь Brückenstraße, 10 — музей). 15 октября 1819 года их семья переехала в новый дом по адресу Симеонштрассе/Simeonstraße, 8 (теперь на этом месте установлена памятная плита).
Мать — Генриетта Маркс, урожд. Прессбург (или Пресборк, нем. Henrietta Pressburg, нидерл. Henrietta Presborck) (1787—1863), происходила из г. Нимвегена (современный Неймеген, Нидерланды) из семьи раввинов.
Как и другие семьи евреев-ашкеназов, молодая чета Марксов исповедовала иудаизм. Пока Трир находился под властью Франции, иудаизм не был препятствием ни для образования, ни для работы — в 1814 году Хершел Леви Мордехай (будущий Генрих Маркс) получил квалификацию юриста и занял должность судебного советника. Но в следующем 1815 году решением Венского конгресса Трир перешёл к прусской короне, а в тогдашней Пруссии иудей не мог занимать юридические или государственные должности, что создало большие проблемы для семьи молодого юриста. За него хлопотали коллеги, в том числе председатель Верховного суда провинции, но министр юстиции Пруссии отказался делать исключения. В 1817 году Хершел Леви принял лютеранство (государственную религию Пруссии) и был крещён под новым именем Генрих Маркс. Это позволило остаться на государственной юридической службе. Детей, в том числе сына Карла 1818 года рождения, крестили в 1824 году, жена приняла христианство в 1825 году после смерти своих родителей, которые, как семья раввинов, были против такого шага.
В 1830—1835 годах Карл посещал гимназию Фридриха-Вильгельма (Friedrich-Wilhelm-Gymnasium) города Трир, которую окончил в 17-летнем возрасте. В гимназическом сочинении «Размышления юноши при выборе профессии» в 1835 году Карл Маркс написал: 

Если человек трудится только для себя, он может, пожалуй, стать знаменитым учёным, великим мудрецом, превосходным поэтом, но никогда не сможет стать истинно совершенным и великим человеком.
Окончив гимназию в Трире c хорошими отметками по немецкому, латинскому, греческому и французскому языкам, математике, Маркс поступил в университет, сначала — в Боннский, где проучился два семестра, потом — в Берлинский, где изучал юридические науки, историю, историю искусств и философию.
В 1837 году тайно обручился с Женни фон Вестфален (нем. Jenny von Westphalen), 1814 года рождения, происходившей из аристократического рода, которая в 1843 году стала его женой. Женни была подругой его старшей сестры Софи, публиковалась как театральный критик, считалась политической активисткой. Карл написал для неё три тетради стихотворений, к которым в дальнейшем относился иронически (по словам дочери Маркса Лауры Лафарг, «всякий раз, когда мои родители заговаривали о них, они от души смеялись»).

### Период до 1849 года

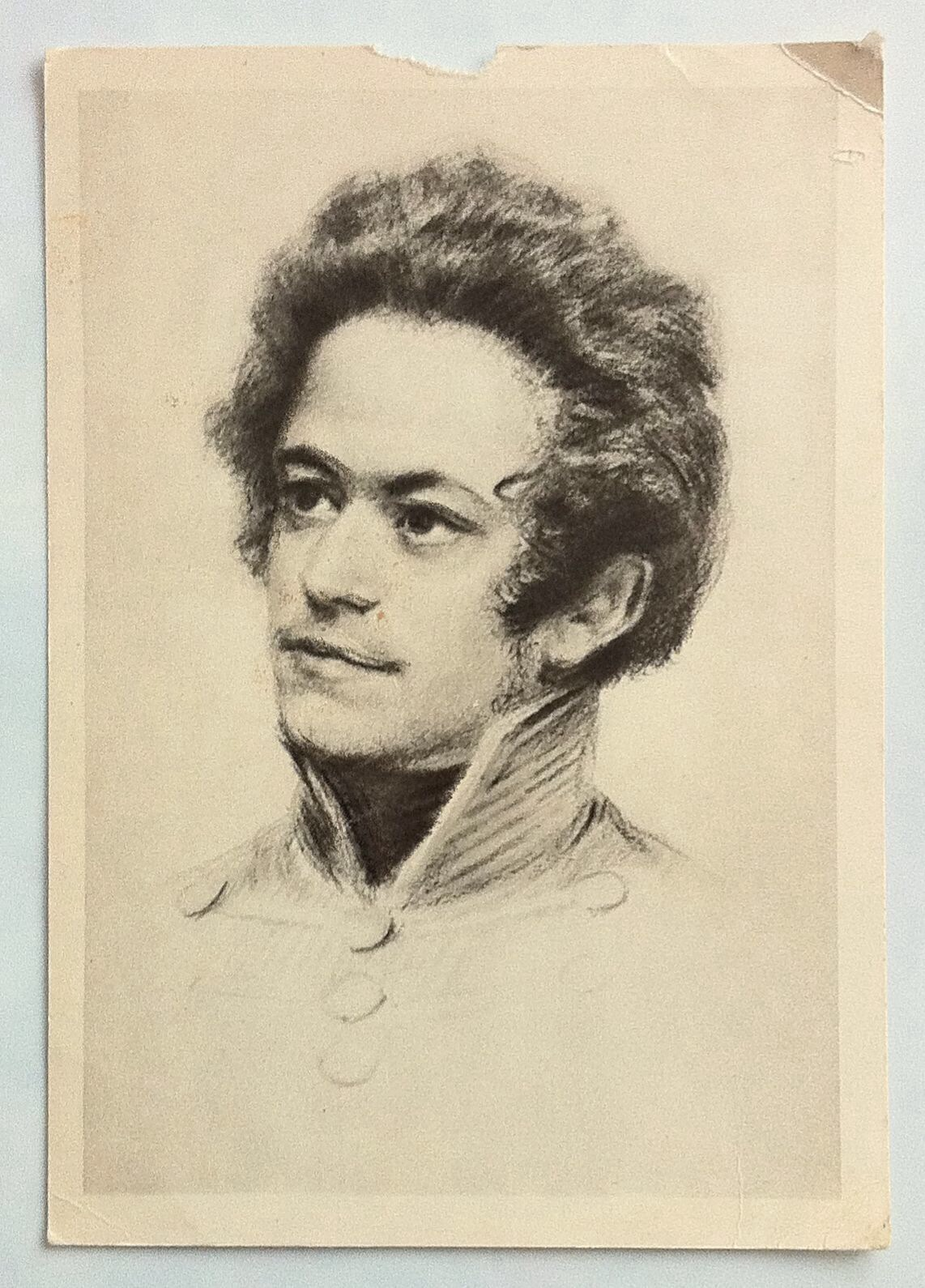
Молодой Карл Маркс

В 1839 году Карл Маркс написал работу «Тетради по истории эпикурейской, стоической и скептической философии». В 1841 году Карл Маркс окончил Берлинский университет экстерном, представив докторскую диссертацию под названием «Различие между натурфилософией Демокрита и натурфилософией Эпикура». Диссертацию он защитил в Йенском университете из-за материальных трудностей её защиты в Берлинском университете.
По своим взглядам Маркс был тогда гегельянцем-идеалистом. В Берлине он примыкал к кружку младогегельянцев (Бруно Бауэр и др.), которые были склонны делать атеистические и революционные выводы из философии Гегеля. Позднее уже 40-летний Маркс писал Энгельсу: «По части метода обработки материала большую услугу оказало мне то, что я по чистой случайности перелистал „Логику“ Гегеля, — Фрейлиграт нашёл несколько томов Гегеля, принадлежавших прежде Бакунину, и прислал мне их в подарок. Если когда-нибудь снова наступит время для подобных работ, я охотно изложу на двух-трёх печатных листах в доступной обыкновенному человеческому рассудку форме то рациональное, что есть в методе, который Гегель открыл, но в то же время и мистифицировал».
По окончании университета Маркс переселился в Бонн, рассчитывая стать профессором.
Он собирался преподавать вместе с Б. Бауэром философию в Боннском университете, проектировал издание при участии Людвига Фейербаха журнала под названием «Архив атеизма», хотел писать работу о христианском искусстве. Но реакционная политика правительства и семья заставили Маркса отказаться от учёной карьеры. В это время рейнские радикальные буржуа, имевшие точки соприкосновения с левыми гегельянцами, основали в Кёльне оппозиционную газету «Rheinische Zeitung» (начала выходить 1 января 1842 года).
В 1842—1843 годах Карл Маркс работал журналистом и редактором этой газеты, зарабатывая 500 талеров. Вначале Маркс высказывался за отмену цензуры, затем перешёл к открытой критике правительства (многие его статьи были либо запрещены цензурой, либо подвергались жёсткой правке).
В ходе написания серии статей «Оправдание мозельского корреспондента» Маркс осуществил конкретно-социальное исследование: собрал официальные документы, материалы печати, личные документы, данные опросов. В этих и других своих, опубликованных к началу января 1843 года статьях, Маркс почти открыто призывал к революционному свержению прусской монархии и замене её демократией.
Это переполнило чашу терпения правительства, и в марте 1843 года газету закрыли. Маркс ещё раньше был вынужден оставить должность редактора, но и его уход не спас газету. Работа в газете показала Марксу, что он недостаточно знаком с политической экономией, поэтому он усердно принялся за её изучение, продолжая работать журналистом.

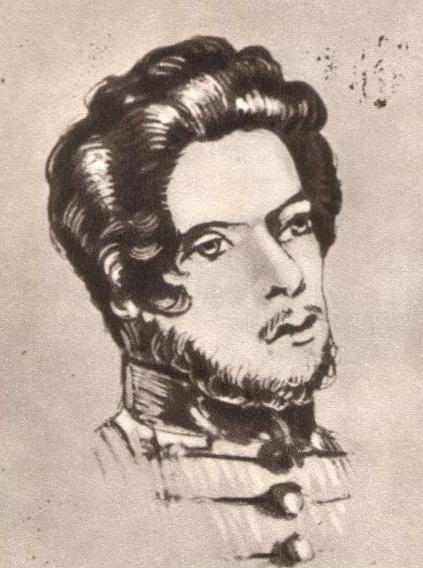
Карл Маркс в 1836 году

В июне 1843 года в Кройцнахе Маркс венчался с Женни фон Вестфален.
Летом 1843 года Маркс написал работу «К критике гегелевской философии права», посвящённую критике идеалистических взглядов Гегеля на общество.
После попытки прусского правительства подкупить Маркса, предложившего ему перейти на прусскую государственную службу, под угрозой ареста молодая семья переезжает в Париж в конце октября 1843 года, где Маркс подружился с Генрихом Гейне и Фридрихом Энгельсом. С последним его до конца жизни связывали узы дружбы и совместная работа. Именно Энгельс обратил внимание Маркса на положение рабочего класса.
В Париже Маркс вступил в непосредственный контакт с рабочими организациями, как французов, так и немецких эмигрантов, познакомился с П. Ж. Прудоном, русскими эмигрантами М. А. Бакуниным, В. П. Боткиным. Он завязал широкие знакомства с французскими радикальными кругами, с представителями революционных кругов различных стран, жившими в Париже.
В 1844 году совместно с Арнольдом Руге выпускает единственный сдвоенный номер журнала «Немецко-французский ежегодник», после издания которого расходится с Руге из-за политических взглядов.
В апреле-августе 1844 года Маркс написал «Экономически-философские рукописи 1844 года».
28 августа 1844 года Маркс познакомился с немецким социалистом Фридрихом Энгельсом в Кафе де ля Режанс; они стали друзьями на всю жизнь.
В начале февраля 1845 года Маркс был выслан из Парижа и переехал в Брюссель (куда приехал и Энгельс). В Брюсселе Маркс и Энгельс написали работу «Немецкая идеология», в которой выступили с критикой идей Гегеля и младогегельянцев. Весной 1847 года Маркс и Энгельс примкнули к тайному пропагандистскому обществу, международной организации «Союз справедливых» (был преобразован в «Союз коммунистов»), организованной немецкими эмигрантами. По поручению общества они составили программу коммунистической организации — знаменитый «Манифест коммунистической партии», опубликованный 21 февраля 1848 года в Лондоне.
После начала февральской революции 1848 года Маркс был выслан из Бельгии. Он вернулся в Париж, а после мартовской революции переехал в Германию, в Кёльн. Там ему удалось в короткие сроки совместно с Энгельсом организовать выпуск большой ежедневной революционной газеты «Neue Rheinische Zeitung». Первый номер газеты вышел 1 июня 1848 года. В редакционный комитет газеты вошли: Карл Маркс — главный редактор, Генрих Бюргерс, Эрнст Дронке, Фридрих Энгельс, Георг Веерт, Фердинанд Вольф, Вильгельм Вольф — редакторы. Состав редакции определял характер газеты как направляющего и организующего органа Союза коммунистов. «Neue Rheinische Zeitung» ставила своей целью представлять читателям глубокий анализ важнейших революционных событий в Германии и Европе. Газета прекратила своё существование после поражения майских восстаний 1849 года в Саксонии, Рейнской Пруссии и Юго-Западной Германии и начавшихся репрессий против её редакторов. 19 мая 1849 года вышел последний номер, отпечатанный красной краской.

### Лондонская эмиграция

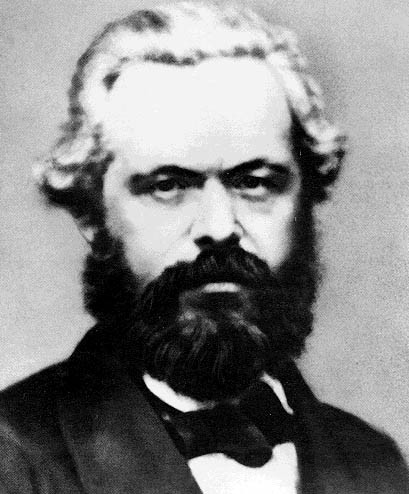
Карл Маркс в 1861 году

Карл Маркс был выслан из Германии 16 мая 1849 года и со своей семьёй сначала отправился в Париж, но после демонстрации 13 июня 1849 года был выслан и оттуда. В конечном счёте Маркс с семьёй переехал в Лондон, где жил до самой смерти и создал свои главные экономические произведения, включая «Капитал».
Условия эмигрантской жизни были крайне тяжелы, Маркс с семьёй жил исключительно за счёт постоянной финансовой поддержки Энгельса, небольших наследств от родственников и случайных заработков от написания статей в газеты. В одном из писем с просьбой о денежной помощи Маркс пишет: «Женни больна. Моя дочь Женни больна. У меня нет денег ни на врача, ни на лекарства. В течение 8-10 дней семья питалась только хлебом и картофелем. Диета, не слишком подходящая в условиях здешнего климата. Мы задолжали за квартиру. Счета булочника, зеленщика, молочника, торговца чаем, мясника — все не оплачены».
Историк Н. И. Басовская отмечает, что в условиях крайней нужды Маркс сделал попытку продать некоторые предметы из семейного серебра фон Вестфален, но был задержан полицией, подозревавшей его в воровстве, и благополучно вызволен своей женой Женни.
В 1850-х годах Маркс приступил к систематической разработке своей экономической теории, интенсивно занимался в библиотеке Британского музея. Наряду с изучением политической экономии, социальной философии, права и других социальных наук, Маркс осваивал огромный фактический материал различных научных дисциплин (вплоть до математики, агрохимии и минералогии).
В Лондоне Маркс вёл активную общественную деятельность. В 1864 году он организовал «Международную рабочую ассоциацию» (International Workingmen’s Association, позднее переименована в Первый Интернационал) — первую массовую международную (секции этого товарищества рабочих были образованы в большинстве стран Европы и в США) организацию рабочего класса. Вначале организация состояла из анархистов, британских тред-юнионистов, французских социалистов и итальянских республиканцев. Позже острые разногласия между Марксом и лидером анархистов Михаилом Бакуниным о сути коммунистического общества и пути его достижения привели к разрыву с анархистами, которые на Гаагском конгрессе в сентябре 1872 года были изгнаны из организации. В 1872 году, после разгрома Парижской коммуны и в условиях нарастающей реакции, Первый Интернационал переехал в Нью-Йорк, однако 4 года спустя в 1876 году он был распущен на Филадельфийской конференции. Все попытки восстановления организации на протяжении последующих 5 лет не увенчались успехом. Однако Второй Интернационал, в который входили левые партии Англии, Франции, Германии, Испании и многих других стран Европы, был учреждён через 6 лет после смерти Маркса, в 1889 году, как преемник Первого Интернационала.

### Последние годы и смерть

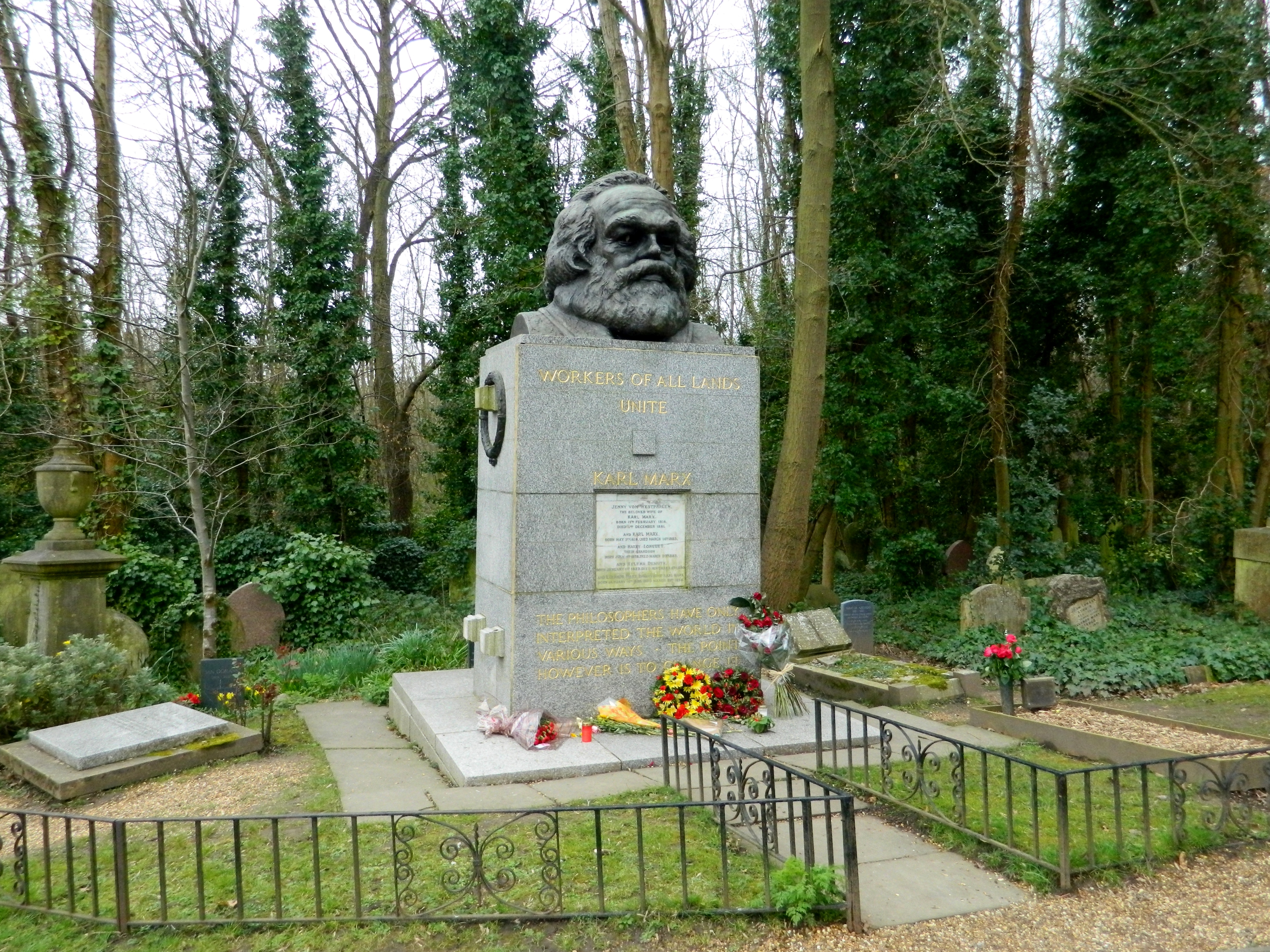
Могила Карла Маркса на Хайгейтском кладбище в Лондоне

В мае 1867 года вышел в свет первый том «Капитала».

После смерти жены Женни в декабре 1881 года у Маркса развился катар, которым он проболел последние 15 месяцев жизни. Катар в итоге привёл к бронхиту, плевриту и абсцессу правого лёгкого, от которого Маркс скончался в Лондоне 14 марта 1883 года в возрасте 64 лет. Он умер апатридом. Лондонские родные и друзья похоронили его тело на Хайгейтском кладбище в Лондоне 17 марта 1883 года в той же могиле, в которой за пятнадцать месяцев до этого была погребена его жена. На его похоронах присутствовало от девяти до одиннадцати человек. Выступили с речью несколько его ближайших друзей, в том числе и Энгельс. Речь Энгельса включала следующее:
14 марта, без четверти три пополудни, величайший из ныне живущих мыслителей перестал думать. Его оставили одного едва ли на две минуты, а когда мы вернулись, то обнаружили его в кресле, мирно уснувшим — но навсегда.
В связи со смертью Маркса Энгельс в телеграммах и письмах ближайшим друзьям и соратникам говорит о Марксе как о гениальном теоретике и вожде мирового пролетариата. «Величайший ум второй половины нашего века перестал мыслить», — писал Энгельс Вильгельму Либкнехту 14 марта 1883 года. «… Этот гениальный ум перестал обогащать своей мощной мыслью пролетарское движение обоих полушарий. Ему мы обязаны всем тем, чем мы стали; и всем, чего теперь достигло современное движение, оно обязано его теоретической и практической деятельности; без него мы до сих пор блуждали бы ещё в потёмках».
2-й (1885) и 3-й (1894) тома «Капитала» были изданы Энгельсом после смерти Маркса, который, готовя их к печати, писал: «Я работаю над неструктурированными рукописями второго, третьего тома „Капитала“, я почти ничего не понимаю, работаю с трудом».

### Дети

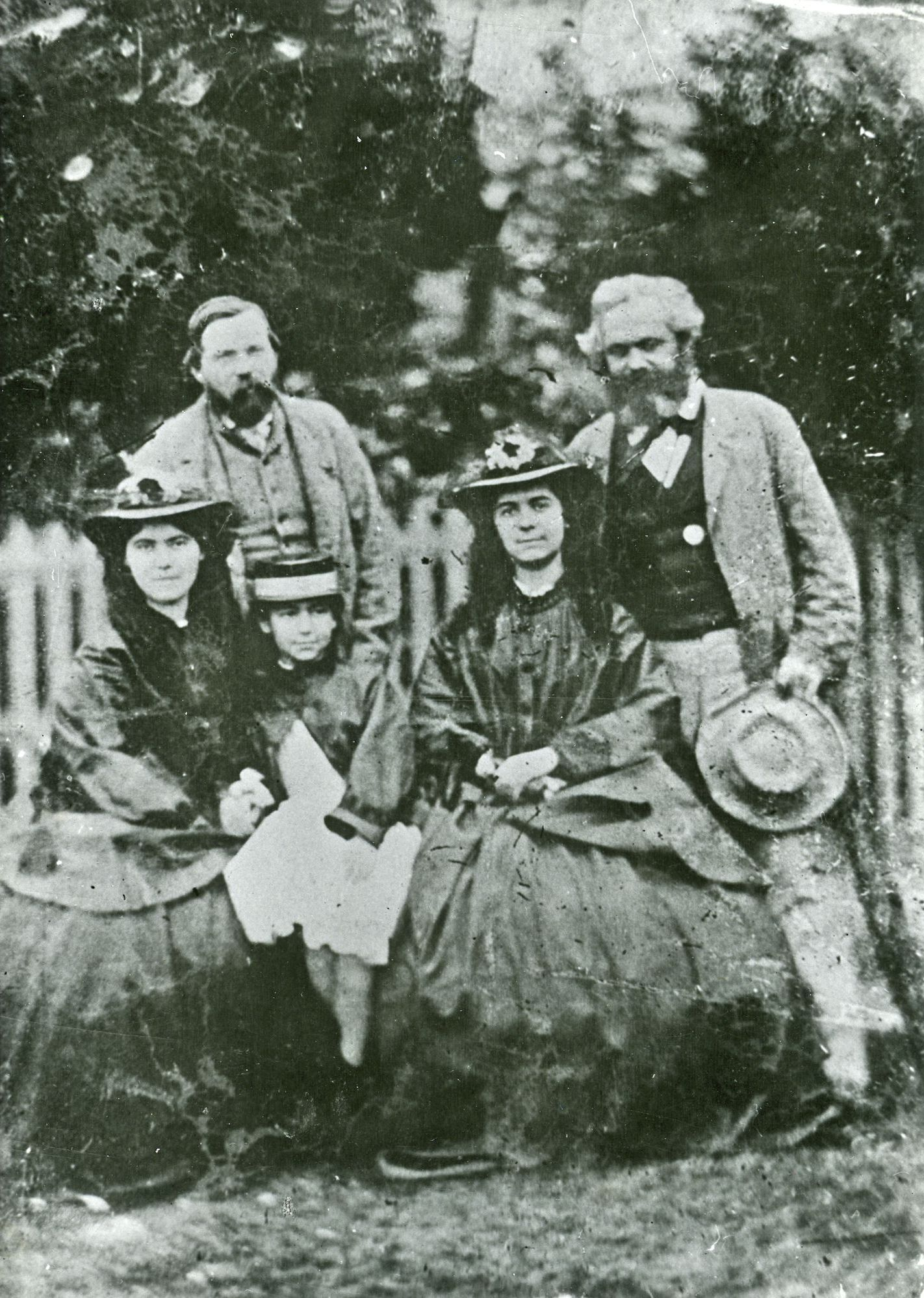
Фридрих Энгельс, Карл Маркс и его дочери: Женни, Элеонора и Лаура

Маркс и Женни фон Вестфален (1814—1881) прожили в браке почти 40 лет и имели 7 детей, четверо из которых умерли в детском возрасте:
- Женни (1844—1883), французская и британская левая политическая деятельница и журналистка, жена Шарля Лонге;
- Женни Лаура (1845—1911), деятельница французского социалистического движения, французской Рабочей партии, жена Поля Лафарга;
- Эдгар (1847—1855);
- Генри Эдвард Гай («Гвидо») (1849—1850);
- Женни Эвелин Фрэнсис («Франциска») (1851—1852);
- Женни Элеонора (1855—1898), жена Эдуарда Эвелинга;
- ребёнок, который родился в 1857 году и умер до того, как ему дали имя.

Внебрачный сын
Также существует версия, что Маркс был отцом ребёнка, которого родила в 1851 году экономка его семьи Елена Демут («Ленхен»). Историк Н. И. Басовская отмечает, что причиной этих разговоров стало незамужнее положение Ленхен и её проживание в семье Маркса с ранних лет. Отцовство мальчика, названного Фредериком (1851—1929), взял на себя Энгельс. Ребёнок был отдан на воспитание в другую семью. Энгельс платил приёмной семье алименты.

## Основные идеи
В следующих разделах рассмотрены основные идеи Маркса в их историческом и логическом порядке.

### Материалистическое понимание диалектического метода Гегеля
Маркс как философ сформировался в значительной степени под влиянием работ Г. Гегеля. Гегель считал, что в движении своей мысли человек может подняться от уровня субъективного мышления до уровня абсолютного умозрения. Это движение Гегель именовал «феноменологией духа», а логику этого движения — «диалектикой». Маркс примыкал к кружку младогегельянцев, которые призывали «перевернуть Гегеля с головы на ноги» — вернуть его умозрительную диалектику на реальную почву. Они предлагали рассматривать вместо умозрительного «субъективного духа» конкретного человека с его потребностями и эмоциями, например страхом смерти (М. Штирнер «Единственный и его собственность»).
Также серьёзным был интерес Маркса к материализму. Он проявился уже в его диссертации, посвящённой древнегреческому атомизму. Маркс считал заслуживающими внимания идеи Людвига Фейербаха, но не удовлетворялся ими. В «Тезисах о Фейербахе» Маркс выступает с критикой всего предшествующего материализма и материализма Фейербаха в частности. Он отмечает его созерцательный характер и в противоположность старому материализму предлагает новый. Существо нового материализма состоит в том, что не созерцательной деятельностью человек формирует картину мира, а чувственной, субъективной, практической, преобразующей мир.

Главный недостаток всего предшествующего материализма — включая и фейербаховский — заключается в том, что предмет, действительность, чувственность берётся только в форме объекта, или в форме созерцания, а не как человеческая чувственная деятельность, практика, не субъективно— Маркс К. Тезисы о Фейербахе // Маркс К., Энгельс Ф.Собр. соч., изд. 2, т. 3, c. 6
Он полагает, что мысли и идеи находятся в сознании индивида, имея исключительно земное происхождение. Маркс определяет идеальное, то есть мыслимое, отражением материального в голове человека. Таким образом новый материализм становится способным усвоить достижения немецкой классики. Свой метод научного познания Маркс определяет как диалектический.

Мой диалектический метод по своей основе не только отличен от гегелевского, но является его прямой противоположностью. Для Гегеля процесс мышления, который он превращает даже под именем идеи в самостоятельный субъект, есть демиург действительного, которое составляет лишь его внешнее проявление. У меня же, наоборот, идеальное есть не что иное, как материальное, пересаженное в человеческую голову и преобразованное в ней.

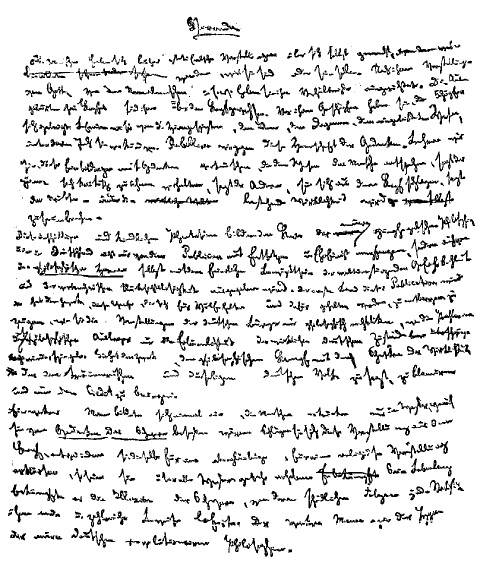
Первая страница из рукописи К. Маркса и Ф. Энгельса «Немецкая идеология». Предисловие (Написано рукой Маркса)

Таким образом диалектический метод Маркса можно определить как метод критики идеологии, причём идеология в контексте немецкой классической философии означает весь комплекс духовной культуры в обществе. В отличие от Гегеля, который двигался от более простых к более сложным формам идеологии (от субъективного духа к абсолютному), Маркс занимается материалистической критикой идеологии, то есть изучает идеологию с целью дойти до материального основания современных ему взглядов на предмет и таким образом научно отделить эти ненаучные взгляды от самой материальной, конкретно-исторической, фактической логики развития изучаемого предмета.
Например, в своём известнейшем труде «Капитал. Критика политической экономии» Маркс занимается тем, что на основе многочисленных материальных свидетельств выстраивает логику развития капитала, начиная с его самой простой формы — товара. Таким образом, эта логика развития выводится им из самой материальной истории капитала. Следовательно, он критикует предшествовавшие ему ненаучные взгляды в политэкономии — занимается критикой политэкономической формы идеологии. Аналогичным образом этот метод может быть применён в естественнонаучных и любых других научных исследованиях.
Ф. Энгельс и В. Ленин предостерегали против догматического понимания учения Маркса и отмечали, что оно по самому своему существу и происхождению есть не политические, экономические или философские взгляды, а метод научного исследования.

Но всё миропонимание Маркса — это не доктрина, а метод. Оно даёт не готовые догмы, а отправные пункты для дальнейшего исследования и метод для этого исследования.— Ф. Энгельс Вернеру Зомбарту в Берлин // К. Маркс, Ф. Энгельс Сочинения, т. 39, М., Политиздат, 1957, стр. 352

Мы вовсе не смотрим на теорию Маркса как на нечто законченное и неприкосновенное; мы убеждены, напротив, что она положила только краеугольные камни той науки, которую социалисты должны двигать дальше во всех направлениях, если они не хотят отстать от жизни.— В. Ленин Наша программа // В. Ленин Полное собрание сочинений, т. 4, М., Политиздат, 1967, стр. 184

### Материалистическое понимание диалектического развития истории
Философия Маркса является материалистическим прочтением философии Гегеля. Таким образом, она является материалистическим пониманием диалектического развития истории.
Материалистическое прочтение Гегеля подразумевает, что причины развития истории мира следует в каждом частном случае искать учёным в частном исследовании. Поэтому философия марксизма выражена Марксом и Энгельсом наиболее общими чертами. Маркс и Энгельс выступают за уничтожение любой философии в привычном смысле преднаучного подхода. Философия Маркса без остатка сводится к научному методу материалистической диалектики.
Такой подход в области философии получил название диалектического материализма. В иносказательном смысле он является разделительной чертой между историей философии и историей без философии. Позитивное содержание уничтоженной философии сохраняется в виде частной науки о научно-теоретическом мышлении.
Такое материалистическое прочтение Гегеля было революционным для своего времени. Как и в диалектике Гегеля, центральное место в материалистической диалектике занимает понятие развития и принцип всеобщей взаимосвязи (все предметы и явления взаимообусловлены).

Для диалектики же, для которой существенно то, что она берёт вещи и их умственные отражения в их взаимной связи, в их сцеплении, в их движении, в их возникновении и исчезновении.— Энгельс Ф. Анти-Дюринг // Маркс К., Энгельс Ф.Собр. соч., изд. 2, т. 20, c. 22
Философские категории, описывающие процесс развития, Маркс соединил в единую систему посредством метода восхождения от абстрактного к конкретному. Причём эти термины следует понимать в том смысле, в каком они использованы в философии Гегеля

Конкретное потому конкретно, что оно есть синтез многих определений, следовательно, единство многообразного. В мышлении оно поэтому выступает как процесс синтеза, как результат, а не как исходный пункт, хотя оно представляет собой действительный исходный пункт и, вследствие этого, также исходный пункт созерцания и представления. На первом пути полное представление испаряется до степени абстрактного определения, на втором пути абстрактные определения ведут к воспроизведению конкретного посредством мышления.— Маркс К. Капитал. Послесловие ко второму изданию // Собр. соч., изд. 2, т. 23, c. 21
Источник развития объекта заключён в самом объекте, развитие есть всегда процесс, внутренне присущий данному объекту.

При всей постепенности, переход от одной формы движения к другой всегда остаётся скачком, решающим поворотом.— Энгельс Ф. Материалы к Анти-Дюрингу // Маркс К., Энгельс Ф.Собр. соч., изд. 2, т. 20, c. 66
Развитие содержит черты преемственности, достигнутое в прошлом используется в дальнейшем. Развитие направлено в сторону поступательного восхождения от низшего к высшему, от простого к сложному, а повторение уже пройденных этапов или постоянство одного состояния исключены. Развитие происходит «по спирали», в процессе развития на высших стадиях происходит частичная повторяемость некоторых черт пройденных стадий.

Истинное — естественное, историческое и диалектическое — отрицание как раз и есть (рассматриваемое со стороны формы) движущее начало всякого развития: разделение на противоположности, их борьба и разрешение, причем (в истории отчасти, в мышлении вполне) на основе приобретенного опыта вновь достигается первоначальный исходный пункт, но на более высокой ступени.— Энгельс Ф. Материалы к Анти-Дюрингу // Маркс К., Энгельс Ф.Собр. соч., изд. 2, т. 20, c. 640
Подобным образом Маркс предлагает материалистически читать диалектическое развитие по Гегелю как свойственный самому миру процесс, а не его демиургу. Его мысль по-своему повторяет В. Ленин

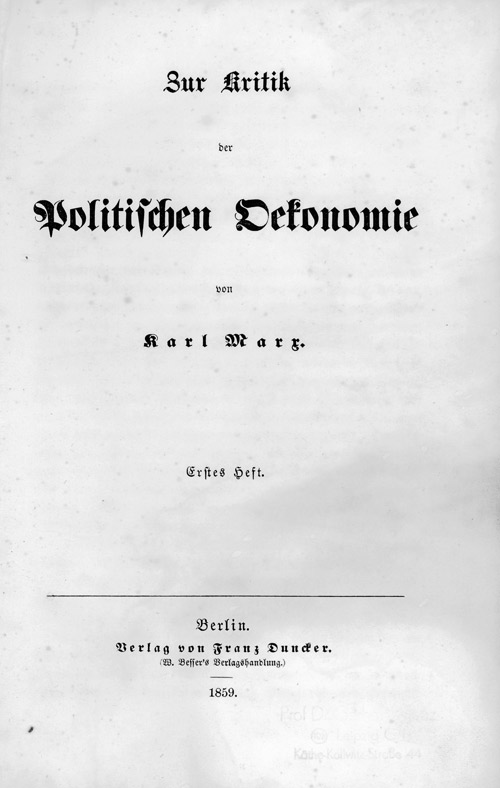
Обложка первого издания «К критике политической экономии»

Группа редакторов и сотрудников журнала «Под Знаменем Марксизма» должна быть, на мой взгляд, своего рода «обществом материалистических друзей гегелевской диалектики».
Современные естествоиспытатели найдут (если сумеют искать и если мы научимся помогать им) в материалистически истолкованной диалектике Гегеля ряд ответов на те философские вопросы, которые ставятся революцией в естествознании.
— В. Ленин, «О значении воинствующего материализма». “Под Знаменем Марксизма” № 3, март 1922 г.

### Материалистическое понимание диалектического развития истории человечества
В области истории общества Маркс считает главным двигателем её развития «материальное производство», которое он называет термином «базис». Существо материалистического понимания истории, Маркс определял следующим образом:

Способ производства материальной жизни обусловливает социальный, политический и духовный процессы жизни вообще. Не сознание людей определяет их бытие, а, наоборот, их общественное бытие определяет их сознание.— К. Маркс, «К критике политической экономии». К. Маркс, Ф. Энгельс, Собр. соч., изд. 2, т. 13, с. 7.
Материалистическое понимание истории имеет научно-методологическое значение для всех социально-культурологических, в том числе психологических, исследований, и является основой мировоззрения Маркса. Маркс утверждает, что в конечном счёте решающее значение имеет материальное производство, как основа общества, оно не только является необходимым условием существования человеческого общества, но и определяет весь строй жизни людей посредством способа производства материальных благ.

Таким образом, это понимание истории заключается в том, чтобы, исходя именно из материального производства непосредственной жизни, рассмотреть действительный процесс производства и понять связанную с данным способом производства и порождённую им форму общения — то есть гражданское общество на его различных ступенях — как основу всей истории; затем необходимо изобразить деятельность гражданского общества в сфере государственной жизни, а также объяснить из него все различные теоретические порождения и формы сознания, религию, философию, мораль и т. д. и т. д., и проследить процесс их возникновения на этой основе, благодаря чему, конечно, можно изобразить весь процесс в целом (а потому также и взаимодействие между его различными сторонами). Это понимание истории, в отличие от идеалистического, не разыскивает в каждой эпохе какую-нибудь категорию, а остаётся всё время на почве действительной истории, объясняет не практику из идей, а объясняет идейные образования из материальной практики и в силу этого приходит также к тому результату, что все формы и продукты сознания могут быть уничтожены не духовной критикой, не растворением их в «самосознании» или превращением их в «привидения», «призраки», «причуды» и т. д., а лишь практическим ниспровержением реальных общественных отношений, из которых произошёл весь этот идеалистический вздор, — что не критика, а революция является движущей силой истории, а также религии, философии и всякой иной теории.— Маркс К., Энгельс Ф. Немецкая идеология // Маркс К., Энгельс Ф. Собр. соч., изд. 2, т. 3, c. 36
До Маркса преобладали идеалистические воззрения на возникновение и развитие человеческого общества. В конечном итоге, движущей силой исторического развития было принято считать разум людей, а различные исторические эпохи соответственно различались по характеру преобладавших идей и создавших их людей.

Людей можно отличать от животных по сознанию, по религии — вообще по чему угодно. Сами они начинают отличать себя от животных, как только начинают производить необходимые им средства к жизни, — шаг, который обусловлен их телесной организацией. Производя необходимые им средства к жизни, люди косвенным образом производят и самоё свою материальную жизнь.— Маркс К., Энгельс Ф. Немецкая идеология // Маркс К., Энгельс Ф.Собр. соч., изд. 2, т. 3, c. 19
Согласно Марксу именно в производстве люди совершают наиболее фундаментальное и существенное: творят историю, изменяя внешний мир и самих себя.

Но сущность человека не есть абстракт, присущий отдельному индивиду. В своей действительности она есть совокупность всех общественных отношений.
— Маркс К. Тезисы о Фейербахе // Маркс К., Энгельс Ф.Собр. соч., изд. 2, т. 3, c. 6
Главной движущей силой истории человечества является конфликт между производительными силами и производственными отношениями.

Общий результат, к которому я пришёл и который послужил затем руководящей нитью в моих дальнейших исследованиях, может быть кратко сформулирован следующим образом. В общественном производстве своей жизни люди вступают в определённые, необходимые, от их воли не зависящие отношения — производственные отношения, которые соответствуют определённой ступени развития их материальных производительных сил. Совокупность этих производственных отношений составляет экономическую структуру общества, реальный базис, на котором возвышается юридическая и политическая надстройка и которому соответствуют определённые формы общественного сознания. Способ производства материальной жизни обусловливает социальный, политический и духовный процессы жизни вообще. He сознание людей определяет их бытие, а, наоборот, их общественное бытие определяет их сознание. На известной ступени своего развития материальные производительные силы общества приходят в противоречие с существующими производственными отношениями, или — что является только юридическим выражением последних — с отношениями собственности, внутри которых они до сих пор развивались. Из форм развития производительных сил эти отношения превращаются в их оковы. Тогда наступает эпоха социальной революции. С изменением экономической основы более или менее быстро происходит переворот во всей громадной надстройке. При рассмотрении таких переворотов необходимо всегда отличать материальный, с естественно-научной точностью констатируемый переворот в экономических условиях производства — от юридических, политических, религиозных, художественных или философских, короче — от идеологических форм, в которых люди осознают этот конфликт и борются за его разрешение. Как об отдельном человеке нельзя судить на основании того, что сам он о себе думает, точно так же нельзя судить о подобной эпохе переворота по её сознанию. Наоборот, это сознание надо объяснить из противоречий материальной жизни, из существующего конфликта между общественными производительными силами и производственными отношениями. Ни одна общественная формация не погибает раньше, чем разовьются все производительные силы, для которых она даёт достаточно простора, и новые более высокие производственные отношения никогда не появляются раньше, чем созреют материальные условия их существования в недрах самого старого общества. Поэтому человечество ставит себе всегда только такие задачи, которые оно может разрешить, так как при ближайшем рассмотрении всегда оказывается, что сама задача возникает лишь тогда, когда материальные условия её решения уже имеются налицо, или, по крайней мере, находятся в процессе становления.— Маркс К. К критике политической экономии. Предисловие. // // Маркс К., Энгельс Ф. Собр. соч., изд. 2, т. 13, c. 6-7
Соответственно этому выводу Маркс и Энгельс понимают современную им социально-политическую историю. В 1848 году выходит «Манифест коммунистической партии», в котором сказано:

История всех до сих пор существовавших обществ была историей борьбы классов… Современная буржуазная частная собственность есть последнее и самое полное выражение такого производства и присвоения продуктов, которое держится на классовых антагонизмах, на эксплуатации одних другими. В этом смысле коммунисты могут выразить свою теорию одним положением: уничтожение частной собственности.
Однако, ещё до его написания Маркс понимал, что законодательная отмена частной собственности не приведёт к устранению эксплуатации, а может лишь привести к возникновению ещё более «грубого» общества, чем современное ему:

…Всякая частная собственность как таковая ощущает — по крайней мере по отношению к более богатой частной собственности — зависть и жажду нивелирования, так что эти последние составляют даже сущность конкуренции. Грубый коммунизм есть лишь завершение этой зависти и этого нивелирования, исходящее из представления об определённом минимуме. У него — определённая, ограниченная мера. Что такое упразднение частной собственности отнюдь не является подлинным освоением её, видно как раз из абстрактного отрицания всего мира культуры и цивилизации, из возврата к неестественной простоте бедного, грубого и не имеющего потребностей человека, который не только не возвысился над уровнем частной собственности, но даже и не дорос ещё до неё. Для такого рода коммунизма общность есть лишь общность труда и равенство заработной платы, выплачиваемой общинным капиталом, общиной как всеобщим капиталистом. Обе стороны взаимоотношения подняты на ступень представляемой всеобщности: труд — как предназначение каждого, а капитал — как признанная всеобщность и сила всего общества.
— Маркс К. Экономическо-философские рукописи 1844 года // Маркс К., Энгельс Ф. Соч. Т. 42. — С.116-118.
Маркс и Энгельс не выделяли в качестве сколько-нибудь существенных общественных противоречий ни различие языков и культур, ни территориальную разобщённость людей. Современное им экономическое и социальное развитие показывало, что все эти противоречия быстро и успешно преодолеваются, в то время как выявленное ими, ключевое по их мнению, противоречие — в отношении к средствам производства и в распределении произведённого продукта — напротив, очень быстро усиливается. Поэтому вся дальнейшая теоретическая деятельность Маркса была посвящена изучению вопроса противоречий, вызванных отношением собственности, что отразилось в его занятиях критикой политэкономии.

#### Материалистическое понимание отчуждения в товарном обществе
В связи с материалистическим пониманием диалектического развития истории общества Маркс рассматривал и отчуждение человека. Прежде него отчуждение было понимаемо идеалистически, к примеру, в странах христианской культуры как следствие несовершенства природы человека из-за первородного греха.
Карл Маркс считал, что человеческий труд, с одной стороны, это специфически человеческая, творческая, свободная, формирующая и развивающая человека и человечество сила. С другой стороны, условия общественной жизни людей, порождаемые частной собственностью на средства производства, порождают и отчуждение человека от результатов его труда, деформирующее, уродующее и человека, и человечество.
Отчуждённый труд характеризуется следующими основными особенностями:
- Отчуждение деятельности человека, обеднение и опустошение человека в процессе труда

…в своём труде не утверждает себя, а отрицает, чувствует себя не счастливым, а несчастным, не развивает свободно свою физическую и духовную энергию, а изнуряет свою физическую природу и разрушает свой дух.— Маркс К. Экономическо-философские рукописи 1844 года // Маркс К., Энгельс Ф. Из ранних произведений, c. 563
- Отчуждение условий труда от самого труда, отчуждённую форму принимают не только материальные, но и интеллектуальные условия труда; отчуждение рабочего от собственной деятельности в процессе труда

…отношение рабочего к его собственной деятельности как к чему-то чуждому, ему не принадлежащему. Деятельность выступает здесь как страдание, сила — как бессилие, зачатие — как оскопление, собственная физическая и духовная энергия рабочего, его личная жизнь (ибо что такое жизнь, если она не есть деятельность?) — как повернутая против него самого, от него не зависящая, ему не принадлежащая деятельность— Маркс К. Экономическо-философские рукописи 1844 года // Маркс К., Энгельс Ф. Из ранних произведений, c. 564
- Отчуждение результатов труда, в процессе которого человек производит вещи, ему не принадлежащие

.Этот факт выражает лишь следующее: предмет, производимый трудом, его продукт, противостоит труду как некое чуждое существо, как сила, не зависящая от производителя. Продукт труда есть труд, закрепленный в некотором предмете, овеществленный в нём, это есть опредмечивание труда. Осуществление труда есть его опредмечивание. При тех порядках, которые предполагаются политической экономией, это осуществление труда, это его претворение в действительность выступает как выключение рабочего из действительности, опредмечивание выступает как утрата предмета и закабаление предметом, освоение предмета — как отчуждение— Маркс К. Экономическо-философские рукописи 1844 года // Маркс К., Энгельс Ф. Из ранних произведений, c. 561
- Отчуждение между рабочими вследствие конкуренции за право трудиться и между всеми людьми вследствие конкуренции за сбыт товаров

…усиливается конкуренция среди рабочих, и следовательно снижается их цена— Маркс К. Экономическо-философские рукописи 1844 года // Маркс К., Энгельс Ф. Из ранних произведений, c. 526

 Непосредственным следствием того, что человек отчуждён от продукта своего труда, от своей жизнедеятельности, от своей родовой сущности, является отчуждение человека от человека— Маркс К. Экономическо-философские рукописи 1844 года // Маркс К., Энгельс Ф. Из ранних произведений, c. 567
- Отчуждение сознания от жизни путём формирования уровня потребностей, не соответствующих ни природе человека, ни уровню общественного экономического развития

Каждый человек старается пробудить в другом какую-нибудь новую потребность, чтобы вынудить его принести новую жертву, поставить его в новую зависимость и толкнуть его к новому виду наслаждения, а тем самым и к экономическому разорению. Каждый стремится вызвать к жизни какую-нибудь чуждую сущностную силу, господствующую над другим человеком, чтобы найти в этом удовлетворение своей собственной своекорыстной потребности. Поэтому вместе с ростом массы предметов растет царство чуждых сущностей, под игом которых находится человек, и каждый новый продукт представляет собой новую возможность взаимного обмана и взаимного ограбления. Вместе с тем человек становится все беднее как человек, он все в большей мере нуждается в деньгах, чтобы овладеть этой враждебной сущностью, и сила его денег падает как раз в обратной пропорции к массе продукции, то есть его нуждаемость возрастает по мере возрастания власти денег.- Таким образом, потребность в деньгах есть подлинная потребность, порождаемая политической экономией, и единственная потребность, которую она порождает.- Количество денег становится все в большей и большей мере их единственным могущественным свойством; подобно тому как они сводят всякую сущность к её абстракции, так они сводят и самих себя в своем собственном движении к количественной сущности. Безмерность и неумеренность становятся их истинной мерой. Даже с субъективной стороны это выражается отчасти в том, что расширение круга продуктов и потребностей становится изобретательным и всегда расчетливым рабом нечеловечных, рафинированных, не естественных и надуманных вожделений. Частная собственность не умеет превращать грубую потребность в человеческую потребность. Её идеализм сводится к фантазиям, прихотям, причудам, и ни один евнух не льстит более низким образом своему повелителю и не старается возбудить более гнусными средствами его притупившуюся способность к наслаждениям, чтобы снискать себе его милость, чем это делает евнух промышленности, производитель, старающийся хитростью выудить для себя гроши, выманить золотую птицу из кармана своего христиански возлюбленного ближнего (каждый продукт является приманкой, при помощи которой хотят выманить у другого человека его сущность — его деньги; каждая действительная или возможная потребность оказывается слабостью, которая притянет муху к смазанной клеем палочке; всеобщая эксплуатация общественной человеческой сущности, подобно тому как каждое несовершенство человека есть некоторая связь с небом — тот пункт, откуда сердце его доступно священнику; каждая нужда есть повод подойти с любезнейшим видом к своему ближнему и сказать ему: милый друг, я дам тебе то, что тебе нужно, но ты знаешь conditio sine qua non, ты знаешь, какими чернилами тебе придется подписать со мной договор; я надуваю тебя, доставляя тебе наслаждение),- для этой цели промышленный евнух приспосабливается к извращеннейшим фантазиям потребителя, берет на себя роль сводника между ним и его потребностью, возбуждает в нём нездоровые вожделения, подстерегает каждую его слабость, чтобы затем потребовать себе мзду за эту любезность— Маркс К. Экономическо-философские рукописи 1844 года // Маркс К., Энгельс Ф. Из ранних произведений, c. 599

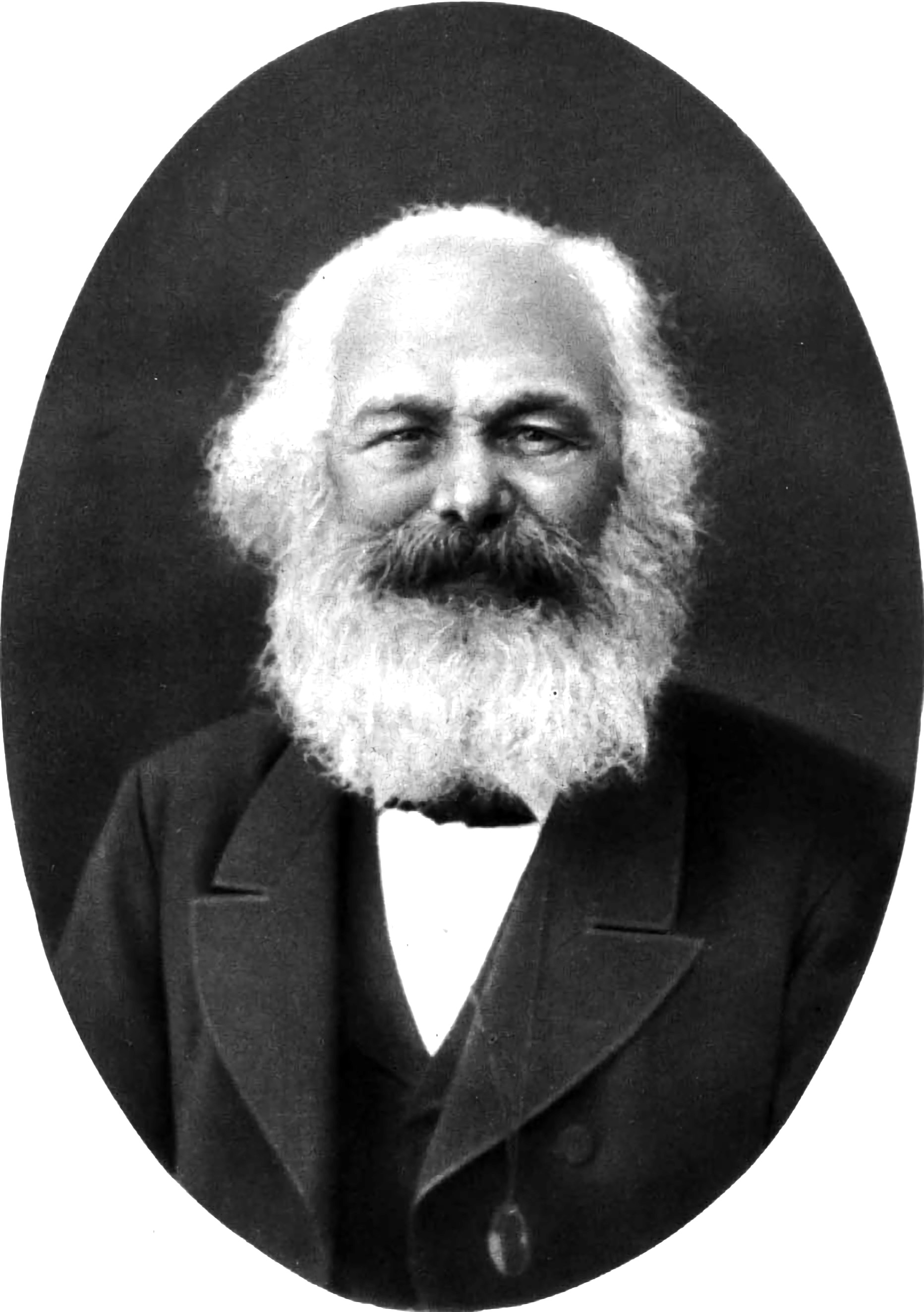
Карл Маркс в 1882 году

Следствием отчуждения является искажение ложное сознание человека и уродование его здоровья. Социализм, по Марксу, является обществом, где собственность отменена по причине переразвитости производительных сил, отчуждение ликвидировано и основной целью является свободное развитие человека.

### Социализм (коммунизм)
Для Карла Маркса материалистическое понимание диалектического развития истории человечества является основой научного изучения производства, социальных отношений, форм культуры, психики человека. С его точки зрения, социализм является не случайным, а исторически неизбежным следствием становления пролетариата новым революционным классом. Энгельс и Маркс особо делали акцент на том, что социализм является теоретическим выражением этих революционных классовых интересов.

Совершить этот освобождающий мир подвиг — таково историческое призвание современного пролетариата. Исследовать исторические условия, а вместе с тем и саму природу этого переворота и таким образом выяснить ныне угнетённому классу, призванному совершить этот подвиг, условия и природу его собственного дела — такова задача научного социализма, являющегося теоретическим выражением пролетарского движения.— Фридрих Энгельс, «Развитие социализма от утопии к науке»
Маркс раскритиковал утопический социализм, считая свой социализм, названный Энгельсом научным, наследником и прямым продолжением немецкой классической философии. С точки зрения Карла Корша, буржуазные философы неспособны увидеть это соответствие, находясь на позиции своих классовых интересов. Слова социализм и коммунизм в данном случае употреблялись как синонимы.

…нам следует лишь перейти от обычного, абстрактного и идеологического мышления современных буржуазных историков философии к ещё отнюдь не специфически марксистской, но хотя бы просто диалектической точке зрения (гегельянской и марксистской). Тогда мы сразу поймем не только факт существования связи между немецкой идеалистической философией и марксизмом, но и её внутреннюю необходимость. Мы поймем, что марксистская система, теоретическое выражение революционного движения пролетарского класса, должна стоять идейно-исторически (идеологически) в совершенно том же отношении к системе немецкой идеалистической философии, этому теоретическому выражению революционного движения буржуазного класса, в каком в области общественной и политической практике революционное классовое движение пролетариата стоит к буржуазному революционному движению. Это — один и тот же исторический процесс развития, в котором, с одной стороны, из революционного движения третьего сословия выходит «самостоятельное» классовое пролетарское движение, с другой же — буржуазной идеалистической философии противопоставляется «самостоятельная» новая материалистическая теория марксизма. Все эти явления стоят во взаимной связи. Возникновение марксистской теории, выражаясь гегельянски-марксистски, является лишь «оборотной стороной» возникновения реального классового пролетарского движения; только обе стороны вместе составляют конкретную совокупность исторического процесса.— Карл Корш, «Марксизм и философия»

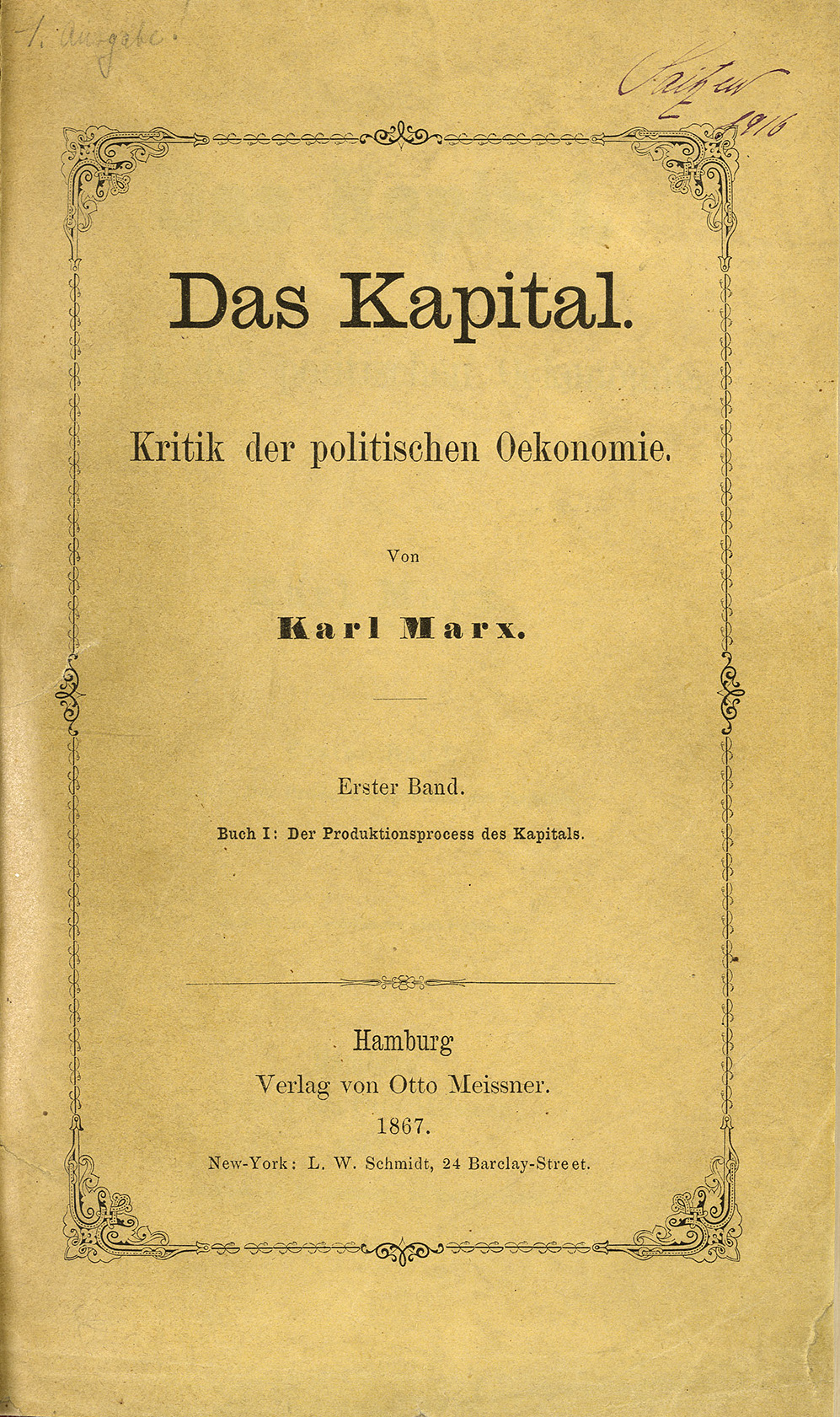
Капитал. Критика политической экономии

Считая свой социализм продолжением немецкой классической философии, Маркс критиковал и высмеивал представителей её младогегельянского направления за борьбу «с тенями действительности».

Поднимем восстание против этого господства мыслей. Научим их, как заменить эти иллюзии мыслями, отвечающими сущности человека, говорит один, как отнестись к ним критически, говорит другой, как выкинуть их из своей головы, говорит третий, — и… существующая действительность рухнет.— К. Маркс, "Немецкая идеология"
Маркс утверждает, что подобное развенчание господствующих взглядов способом критического отношение к формам идеологии: теологической, философской, правовой, политэкономической и пр. — невозможно без естественного исторического преобразования самой действительности.

Мы не станем, конечно, утруждать себя тем, чтобы просвещать наших мудрых философов относительно того, что «освобождение» «человека» ещё ни на шаг не продвинулось вперед, если они философию, теологию, субстанцию и всю прочую дрянь растворили в «самосознании», если они освободили «человека» от господства этих фраз, которыми он никогда не был порабощен; что действительное освобождение невозможно осуществить иначе, как в действительном мире и действительными средствами, что рабство нельзя устранить без паровой машины и мюль-дженни, крепостничество — без улучшения земледелия, что вообще нельзя освободить людей, пока они не будут в состоянии полностью в качественном и количественном отношении обеспечить себе пищу и питьё, жилище и одежду, «освобождение» есть историческое дело, а не дело мысли, и к нему приведут исторические отношения, состояние промышленности, торговли, земледелия и общения…— К. Маркс, «Немецкая идеология»
Как продолжение немецкой классической философии, социализм Маркса имел целью упразднять формы идеологии как способом их изучения, так и способом революционным, преобразованием общества, которые понимались как две стороны одного естественно-исторического процесса борьбы пролетариата за власть. Социализм Маркса претендовал быть и научным обществоведением, и преобразованием общества по науке, то есть научной теорией коммунистической революции.
Карл Корш предостерегал от вульгарного понимания подобной критики форм идеологии, описывая её следующим образом на примере философской формы буржуазной идеологии:

дело заключается в вопросе о том, что мы фактически должны понимать под упразднением философии, о котором Маркс и Энгельс говорили в особенности в их первый период, в 40-х годах, но также довольно часто и в позднейшее время. Как должно произойти или как оно произошло это упразднение? Каким образом? Каким темпом? И для чего? И должны ли мы это упразднение философии представлять осуществленным раз навсегда, так сказать одним актом, работой ума Маркса и Энгельса за марксистов, или за весь пролетариат, или же за все человечество? Или же, наоборот (подобно упразднению государства), представлять его себе как очень долгий и длительный, проходящий через самые различные фазы, революционный исторический процесс? И в последнем случае: в каком отношении стоит затем марксизм к философии, пока этот длительный исторический процесс ещё не достиг своей конечной цели, упразднения философии? — Карл Корш, «Марксизм и философия»

#### Марксистская политическая экономия
В книге «Капитал. Критика политической экономии» Карл Маркс на базе материалистического понимания диалектического метода изложил основы экономики с точки зрения трудовой теории стоимости, которая была Марксом расширена и доработана.
Маркс (в отличие от Огюста Конта) полагал, что противоречия между предпринимателем (буржуазия) и рабочим (пролетариат) в условиях индустриального общества являются не преходящими, а органически присущи капиталистическому обществу и являются двигателем социальных изменений в нём.
Маркс сделал вывод о преходящем характере не только капиталистического способа производства, но и классового общества.
Маркс первым из исследователей подробно рассмотрел некоторые экономические понятия: рабочую силу, прибавочную стоимость — сам он писал, что «открыл» их. Маркс также дал свои трактовки прибыли, ренты, наёмного труда, эксплуатации.
Маркс рассматривал экономическое воспроизводство не только в форме денежного оборота (как это делали экономисты до Маркса), но во взаимосвязи воспроизводства материальных благ, рабочей силы и производственных отношений.
В своих работах Маркс подробно рассмотрел экономические противоречия, присущие капитализму, и обосновал неизбежность перехода к коммунизму. Также он выделил в истории несколько способов производства, рассмотрел закономерности их развития, причины и формы смены.

### Марксистский атеизм
По Марксу, религия является своеобразной формой отражения бытия, возникающая и существующая как следствие материальных условий жизни общества. Во введении к «К критике гегелевской философии права» он писал: 

Основа иррелигиозной критики такова: человек создаёт религию, религия же не создаёт человека. А именно: религия есть самосознание и самочувствование человека, который или ещё не обрёл себя, или уже снова себя потерял.— К. Маркс К критике гегелевской философии права. Введение // К. Маркс, Ф. Энгельс Сочинения, т. 1, М., Политиздат, 1955, стр. 414
 Всякая религия возникает как отражение действительности и протест против неё 

Религия — это вздох угнетённой твари, сердце бессердечного мира, подобно тому как она — дух бездушных порядков. Религия есть опиум народа.— К. Маркс К критике гегелевской философии права. Введение
// К. Маркс, Ф. Энгельс Сочинения, т. 1, М., Политиздат, 1955, стр. 415
 Религия возникает как необходимый продукт общественного строя, где человек находится в рабской зависимости от господствующих над ним общественных сил: 

…всякая религия является не чем иным, как фантастическим отражением в головах людей тех внешних сил, которые господствуют над ними в их повседневной жизни, — отражением, в котором земные силы принимают форму неземных.— Ф. Энгельс Анти-Дюринг // К. Маркс, Ф. Энгельс Сочинения, т. 20, М., Политиздат, 1955, стр. 328
Домарксистский атеизм видел причиной религии невежество масс, Маркс и Энгельс пришли к выводу, что религия возникает в силу причин, коренящихся в самой организации человеческого общества. По их мнению религия отражает и защищает отношения эксплуатации, выступает как орудие духовного угнетения трудящихся. Социальные корни религии, по их мнению, состоят в том, что в условиях классового общества религия защищает интересы господствующих классов, оправдывая все формы эксплуатации и угнетения. Гносеологические корни религии, как и идеализма, по мнению Маркса и Энгельса заключаются в отрыве абстрактных понятий от реальных вещей и превращении их в первооснову мира 

…вследствие олицетворения сил природы возникли первые боги…— Ф. Энгельс Людвиг Фейербах и конец классической немецкой философии // К. Маркс, Ф. Энгельс Сочинения, т. 21, М., Политиздат, 1955, стр. 282

### Еврейский вопрос
О евреях или иудаизме Маркс знал относительно немного. Хотя оба его родителя были еврейского происхождения, Карл был внуком раввинов и потомком целого ряда поколений учёных-талмудистов, но он был крещён в лютеранской церкви, когда ему было шесть лет, не получил еврейского образования и, как известно, в подростковом возрасте не проявлял интереса к еврейской тематике. Во время учёбы в Берлинском университете, он подружился с младогегельянцем Бруно Бауэром, преподавателем теологии в университете. В 1842 и 1843 годах Бауэр опубликовал несколько работ по еврейскому вопросу. Маркс прочитал работы своего бывшего учителя и ответил на них.
Евреи Пруссии в то время не были юридически эмансипированы, и Бауэр утверждал, что гражданская эмансипация сама по себе не сделает их свободными. По его мнению, первый шаг к свободе будет сделан, когда евреи осознают, что стать свободными мешают их религиозные убеждения, поэтому Бауэр призывал к отказу от иудаизма. Маркс не согласился с этой точкой зрения. В марте 1843 года Маркс сообщил своему другу Арнольду Руге, другому младогегельянцу, что лидер еврейской общины Кёльна попросил его написать петицию от имени еврейской общины в прусский провинциальный сейм и что он намерен удовлетворить эту просьбу. Взгляд Бауэра на евреев, писал он Руге, показался ему слишком абстрактным.
Самый известный ответ Маркса Бауэру, статья «К еврейскому вопросу» (Zur Judenfrage), написана осенью 1843 года и опубликована в 1844 году. Маркс подчёркивал, что существует различие между политической эмансипацией и человеческой эмансипацией, и что евреи имеют право на первую. В «Святом семействе», которое появилось примерно через год после его ответа Бауэру, Маркс и его соавтор Фридрих Энгельс пошли значительно дальше и фактически предположили, что степень современности конкретного государства можно оценить по тому, в какой степени евреям предоставлены равные политические права.
Прямая поддержка Марксом политической эмансипации евреев, несомненно, не сопровождалась — ни в 1840-х годах, ни позднее — симпатией к евреям как таковым, к еврейству или к иудаизму. В письме, в котором он сообщил Руге, что намерен выступить от имени еврейской общины Кёльна, он также провозгласил, что «израильская вера» «отвратительна». В целом его отношение к евреям и иудаизму было крайне отрицательным. В статье «К еврейскому вопросу» Маркс назвал еврейство химерической национальностью и утверждал, что «деньги — это ревнивый бог Израиля, перед лицом которого не должно быть никакого другого бога». В представлении Маркса мирским культом еврея является торгашество; еврейская религия презирает теорию, искусство, историю, человека как самоцель. Эти формулировки Маркс заимствовал у М. Гесса, высказывавшего их в младогегельянский период своей деятельности. Отождествление еврейства с буржуазным началом, которое было общепринято у французских социалистов и немецких младогегельянцев, вело Маркса к парадоксально идее, что «эмансипация евреев в её конечном значении есть эмансипация человечества от еврейства», другими словами, эмансипация предполагает полный отказ евреев от еврейского духовного наследия, устранение «еврейских начал» из жизни и культуры всего человечества.
Эта работа интерпретируется некоторыми комментаторами как антисемитский трактат. Однако, если рассматривать статью в контексте, она является дополнительным указанием на то, что Маркс в действительности выступал за политическую эмансипацию еврейской общины, что резко отличает его от подавляющего большинства антисемитов того времени по критическому вопросу, с которым сталкивалось прусское еврейство. Часто упускается из виду тот момент, что политическая позиция, изложенная Марксом по вопросу гражданской эмансипации, имела больше общего с позицией еврейских критиков Бауэра, чем со взглядом на этот вопрос самого Бауэра.
После середины 1840-х годов Маркс больше не уделял еврейскому вопросу много внимания. Однако он употреблял, как в своих опубликованных работах, так и в личной переписке, антиеврейские оскорбления и регулярно при описании людей еврейского происхождения использовал крайне неприятные эпитеты. Антиеврейские высказывания и оценки встречаются, например, в отзывах о Ф. Лассале, в нескольких статьях, изданных газетой «Дейли трибюн», где он писал об опасности для мира, которая исходит от деятельности еврейских банкиров. Погромы в России (1881) не вызвали со стороны Маркса какой-либо видимой реакции. Только один раз, описывая в газетной заметке бедственное положение евреев в Иерусалиме, Маркс писал о них с сочувствием.
Маркс никогда открыто не отрекался от идей о еврействе, выраженных в статье 1843 года, однако посвящённый возникновению современного капитализма исторический обзор «Капитал» вовсе не упоминает евреев. Это обстоятельство дало возможность многим последователям Маркса, которые стремились доказать, что Маркс не был антисемитом, считать, что имеющиеся в его ранних работах, включая «Святое семейство», понятие «юдентум» («еврейство») обозначает не историческое еврейство, а социальную категорию. В социалистической среде 1890-х годов эти работы Маркса не переиздавали и относили их к его «домарксистскому» периоду.
Утверждение, что Маркс был антисемитом, не может считаться бесспорным, поскольку труды Маркса начала 1840-х годов были его единственными развёрнутыми работами по еврейскому вопросу, а позиция, которую он занимал в этих работах по вопросу гражданской эмансипации, разделялась ведущими немецкими евреями и отвергалась противниками еврейской общины. Еврейское происхождение Карла Маркса, как и его антиеврейская настроенность остаются катализаторами антисемитских взглядов и выступлений правой, а в позднейшее время также «левой» направленности.

## Историческая роль

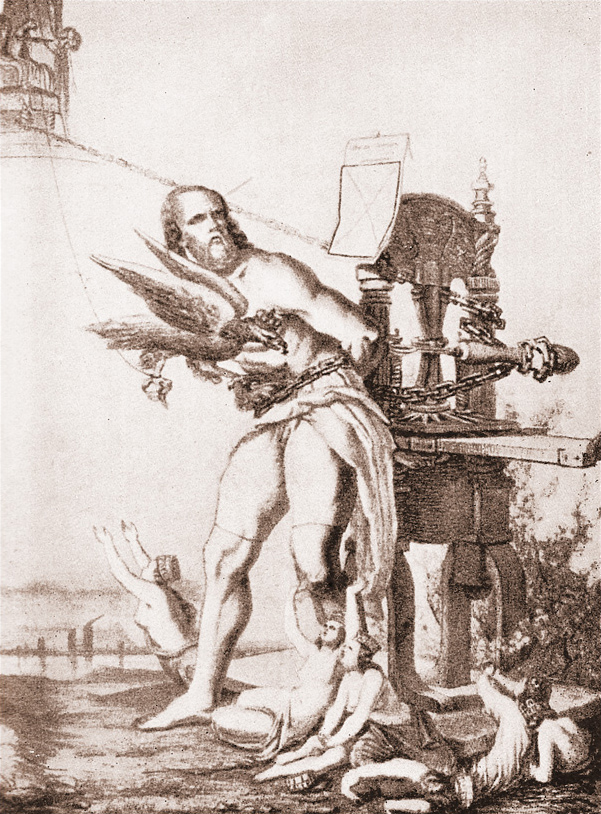
Ответ на закрытие «Рейнской газеты» (Rheinische Zeitung) в 1843 году: изображение Маркса в образе Прометея, прикованного к печатному станку, с клюющим его печень имперским орлом прусской цензуры.

Ещё при жизни Маркса одни авторы объявляли его идеи гениальными, другие подвергали их жесточайшей критике. Значительная часть работ самого Маркса была посвящена полемике с оппонентами.
По данным интернет-опроса, проведённого в 1999 году «Би-би-си», Маркс был назван величайшим мыслителем тысячелетия. По данным каталога Библиотеки Конгресса США, Марксу посвящено больше научных трудов, чем любому другому человеку.
«Ни один человек не оказал на мир большего влияния, чем Карл Маркс в XX веке» — Жак Аттали.
«Сам Маркс представлял собой тип человека, сложенного из энергии, воли и несокрушимого убеждения. Он имел вид человека, имеющего право и власть требовать уважения, каким бы не являлся перед вами и что бы ни делал. Все его движения были смелы и самонадеянны. Все приёмы были горды и как-то презрительны, а резкий голос, звучавший как металл, шёл удивительно к радикальным приговорам над лицами и предметами, которые он произносил». (П. В. Анненков, «Замечательные десятилетия»)
В. В. Леонтьев отмечает вклад Маркса в экономическую науку по трём основным направлениям: теория цен, теория делового цикла и экономической динамики в целом, методология экономической науки. По поводу теории цен Леонтьев отмечает, что марксистский вариант трудовой теории стоимости не оказал на неё никакого влияния. Основной вклад Маркса в теорию делового цикла, по мнению Леонтьева, заключается в общепризнанных схемах воспроизводства капитала, впервые введённых в экономическую науку Марксом и описывающих экономические взаимосвязи между отраслями экономики, выпускающими средства производства и предметы потребления. Леонтьев отмечает то, что три тома «Капитала» содержат более реалистическую и качественную информацию из первоисточника по таким экономическим категориям, как прибыль, заработная плата, капиталистическое предприятие, чем многие статистические издания и учебники, отдельно выделяя блестящий анализ Маркса основных тенденций долговременного развития капитализма: 

Увеличение концентрации богатства, быстрое сокращение числа мелких и средних предприятий, постепенное уменьшение конкуренции, непрерывный технический прогресс, сопровождающийся увеличением роли основного капитала, и, что, не менее важно, неуменьшающаяся амплитуда регулярно повторяющихся деловых циклов — выдающийся ряд сбывшихся прогнозов, которым современная экономическая наука со всем её сложным аппаратом противопоставить ничего не может.
Несмотря на незначительность авторитета их создателя при жизни, наследие Маркса «пройдя региональную и национальную адаптацию и модернизацию (зачастую весьма кардинальную): А. Лабриола в Италии, Г. Плеханов и В. Ленин в России, К. Каутский и Р. Люксембург в Германии и др. — стали смысловым, доктринальным и моральным ядром идеологий, теорий и программ деятельности практически всех революционистских движений 20 в., провозглашавших собственные мессианизм и социальную исключительность».
Встречаются утверждения, что к началу XXI века ортодоксальный марксизм потерял своё влияние даже среди абсолютного большинства коммунистических партий мира.
Существуют и иные оценки его роли в науке. Критике подвергались не только экономические выводы и утверждения Маркса (см. О. Бём-Баверк: Критика экономической теории Маркса), под сомнение ставилась и общая методология (см. Карл Поппер: Открытое общество и его враги). Так, отмечают обскурантистскую позицию К. Маркса по отношению к т. н. «буржуазной политической экономии», которая была унаследована, в частности, В. И. Лениным.
Ф. А. Хайек отмечает, что после изучения трудов Джевонса и Менгера Маркс прекратил дальнейшую работу над проблемой капитала.

## Память
«Мы оба [Маркс имеет в виду себя и Ф. Энгельса] не дадим и ломаного гроша за популярность. Вот, например, доказательство: из неприязни ко всякому культу личности я во время существования Интернационала никогда не допускал до огласки многочисленные обращения, в которых признавались мои заслуги и которыми мне надоедали из разных стран, — я даже никогда не отвечал на них, разве только изредка за них отчитывал. Первое вступление Энгельса и моё в тайное общество коммунистов произошло под тем условием, что из устава будет выброшено всё, что содействует суеверному преклонению перед авторитетами…»
Маркс, как и Энгельс, был ярым противником собственного возвеличения.
На родине Карла Маркса в городе Трире по адресу Брюккергассе/Brückergasse, 664 (теперь Brückenstraße, 10) в доме, где родился Маркс, находится музей «Дом Карла Маркса».
После победы Октябрьской революции в России в 1917 году, по мере утверждения новой коммунистической идеологии на территории России многие центральные улицы больших и малых городов страны стали переименовываться в улицы Карла Маркса. Примером такого переименования может служить переименование исторического названия одной из центральных улиц в центре Москвы, носившей наименование «Охотный Ряд», в проспект Маркса (так же была названа соответствующая станция метро «Проспект Маркса», ныне «Охотный Ряд») или проспект Карла Маркса в центре Ташкента. В проспект Карла Маркса в 1962 году переименован проспект Сталина в центре Ставрополя. Имя Карла Маркса было присвоено, например, Государственной библиотеке Туркменской ССР, Государственной республиканской библиотеке в Тбилиси, Саратовскому областному драматическому театру, Смоленскому государственному педагогическому институту.
Пик Царя Миротворца на Памире был переименован в Пик Карла Маркса.
В апреле 1919 года по предложению московского большевика Петра Чагина бывшая немецкая колония Екатериненштадт была переименована в Марксштадт (после 1942 года — город Маркс Саратовской области).
В гитлеровской Германии сочинения Маркса сжигали.
После Второй мировой войны имя Маркса стали присваивать объектам в социалистических странах — город Хемниц в ГДР с мая 1953 по апрель 1990 года назывался «Карл-Маркс-Штадт» и являлся центром одноимённого округа. Есть в Берлине Карл-Маркс-аллее и находящаяся на ней одноимённая станция метро.
После 1991 года многим объектам, названным или переименованным в честь Маркса, стали возвращать прежние названия — как, например, в Москве, где после ноября 1991 года проспекту Маркса вернули его первоначальное название «Охотный Ряд», — или давать новые названия, как это было сделано в Ташкенте. Иногда ничего не меняют, как, например, это происходит в Пензе, где Никольская улица ещё 18 февраля 1919 года была переименована в улицу Карла Маркса и по сей день носит это имя (аналогично и в других городах России — в Самаре, Казани, Ижевске, Красноярске, Иркутске, Калининграде, Челябинске и т. д.).
В 2013 году 1343 улиц, площадей и переулков в России носили имя Карла Маркса (или просто Маркса).

### Населённые пункты
- Маркс — город (с 1918 года) в России, административный центр Марксовского муниципального района Саратовской области.
- Карло-Марксово — посёлок городского типа в составе Енакиевского горсовета Донецкой области Украины.

### Памятники
Первый в мире памятник Карлу Марксу был открыт 1 мая 1918 года в Пензе. Об этом монументе писала «Правда». 28 апреля 1918 года в ней со статьёй «Пензенский памятник» выступил выдающийся деятель венгерского и международного рабочего движения Бела Кун. В статье говорилось: «Далеко от лондонского кладбища, где ютится могила с простою каменной плитой, в глубине первого пролетарского государства вырос первый памятник первому мыслителю и борцу пролетариата, первый общественный памятник Марксу. Если победоносный русский пролетариат воздвигнет на всех площадях памятники своим борцам, это не будет культом личности, а лишь уважением к собственной революции. Первый памятник, воздвигнутый в Пензе, именно так и служит делу революции».
Новые памятники продолжают открываться и в постсоветское время, хоть и с меньшей частотой. Так, в 2003 году напротив здания администрации города Калуги установлен новый памятник Карлу Марксу. Большой гранитный бюст работы Льва Кербеля, пролежавший 15 лет в запасе, заменил собой маленький белый бюст работы Матвея Манизера, стоявший на том же месте с 1921 года.
На станции Московского метрополитена «Охотный Ряд» в вестибюле стоит каменный портрет Карла Маркса (с 1961 по 1990 год станция называлась «Проспект Маркса»).
В Астрахани бюст Карла Маркса расположен на пересечении улиц Набережная Приволжского Затона/Сен-Симона.
Памятник-бюст К. Марксу в Сенно (Витебская область, Беларусь), около здания музея.
В 2013 году известный немецкий художник-концептуалист Оттмар Хёрль в память о 130-й годовщине смерти Карла Маркса установил 500 статуй Карла Маркса на родине Маркса в Трире в Германии.
Город Трир пользовался популярностью у китайских туристов, в 2010-х годах 150 тысяч которых ежегодно посещали родину Карла Маркса. Торгово-промышленная палата Трира проводит для розничных торговцев специальный курс этикета для учёта особенностей данной страны. В самом Трире помимо установленной в 2018 году подаренной статуи философа из КНР высотой 5,5 м, также есть пара светофоров на пешеходных переулках (на которых фигура Маркса излучает зелёный и красный цвета).

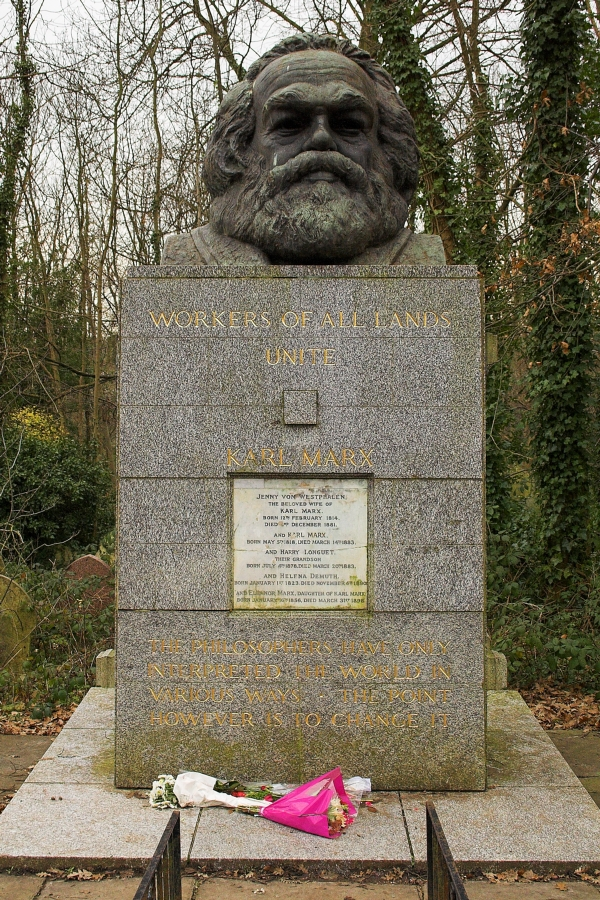
Памятник на могиле Маркса
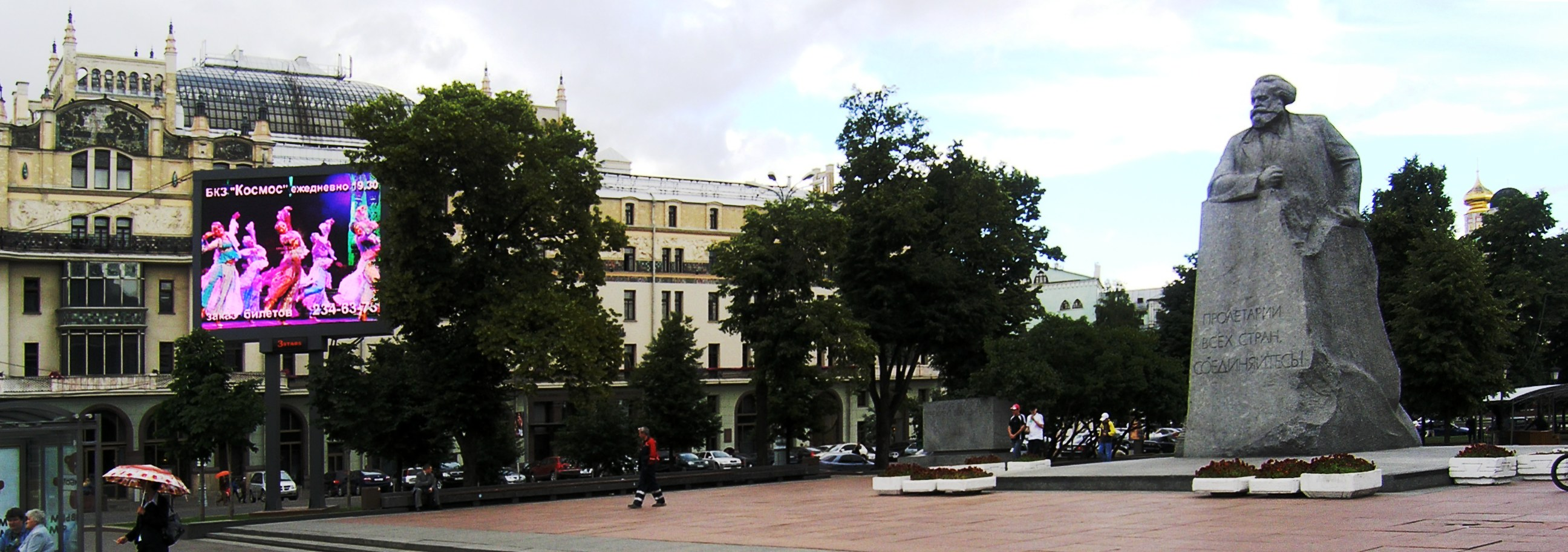
Памятник на Театральной площади в Москве
Памятник в Лиховском (г. Каменск-Шахтинский)
Памятник Карлу Марксу (Ульяновск).
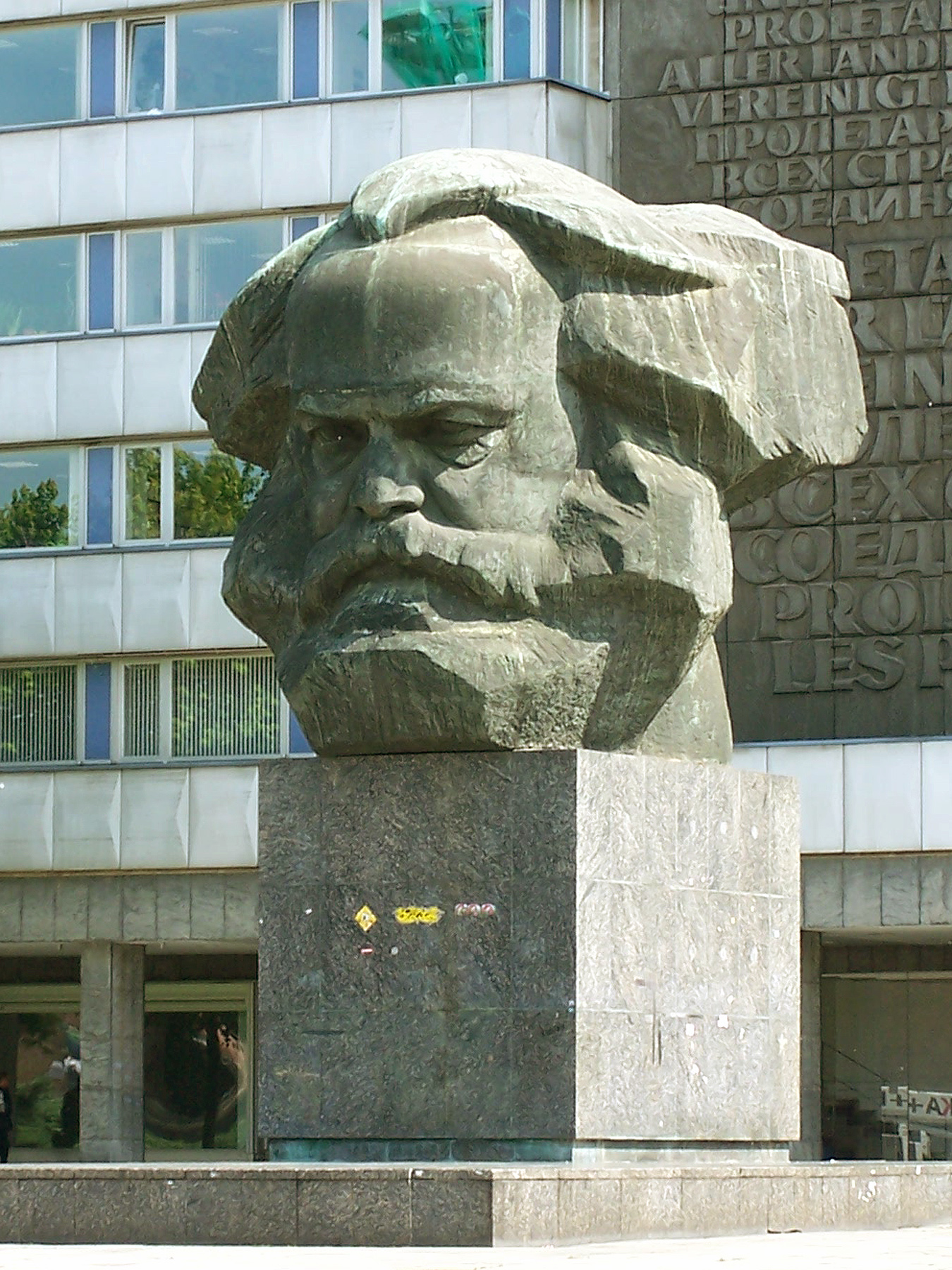
Памятник Карлу Марксу (Хемниц).
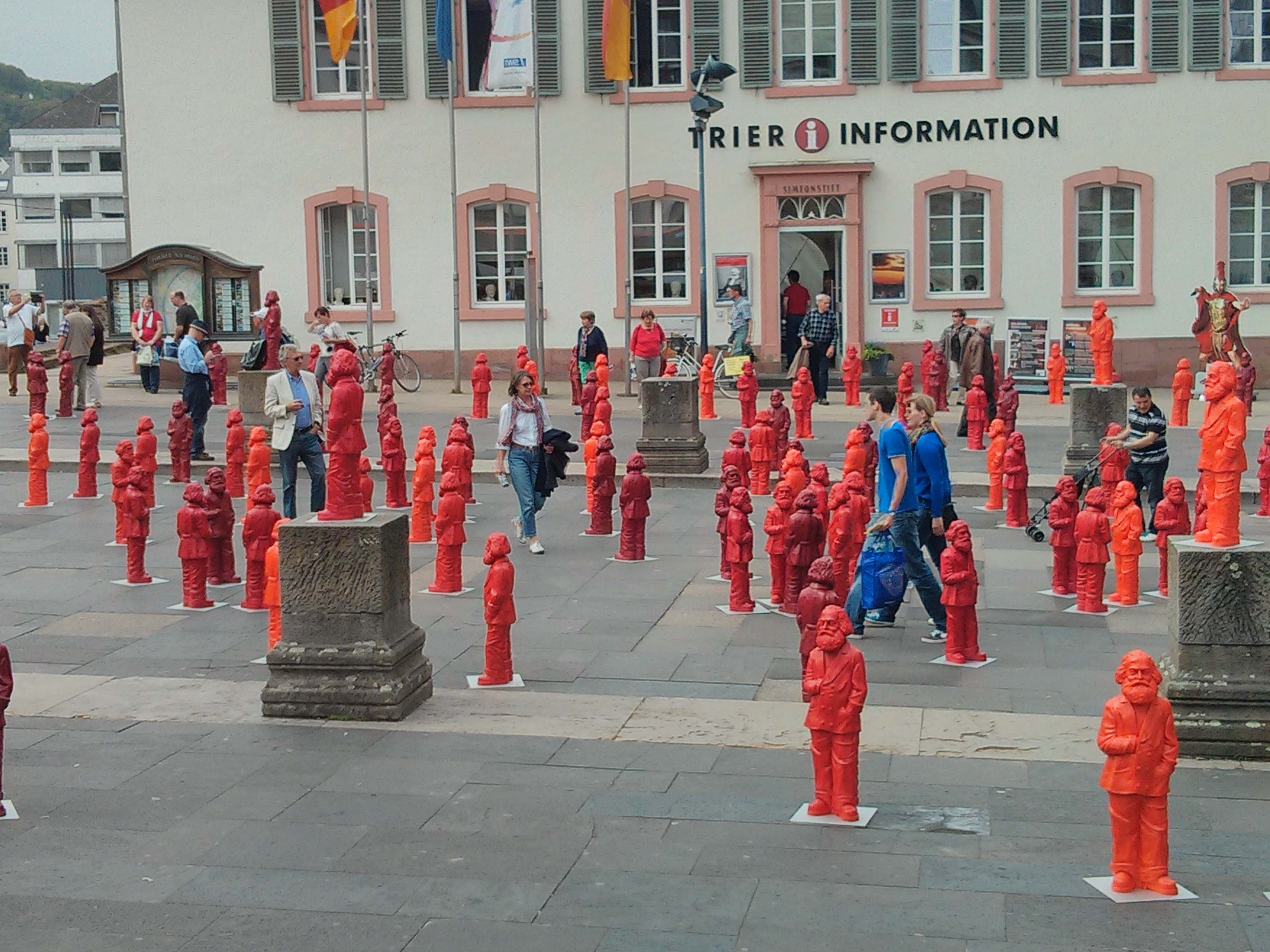
Оттмар Хёрль. Инсталляция к 130-летию смерти Карла Маркса. Трир, Германия
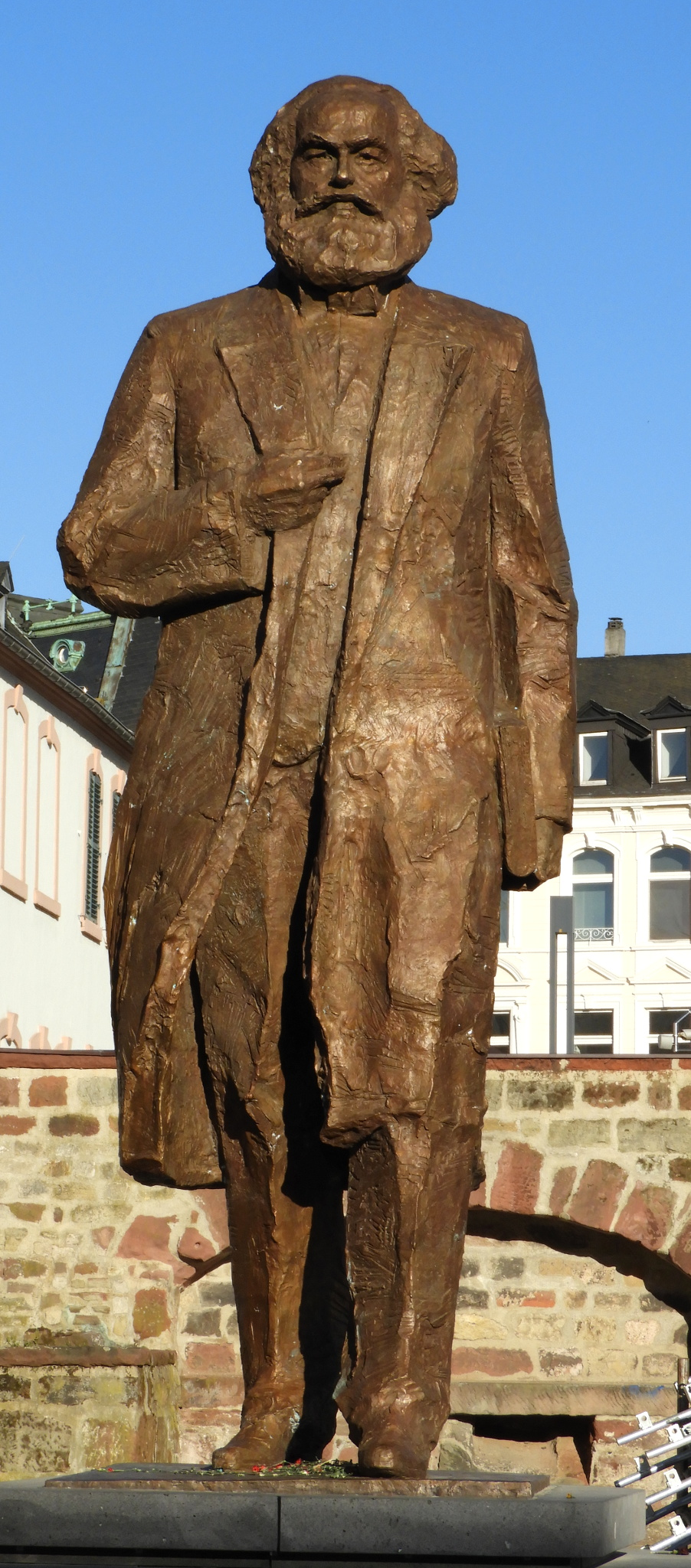
Трир, Германия
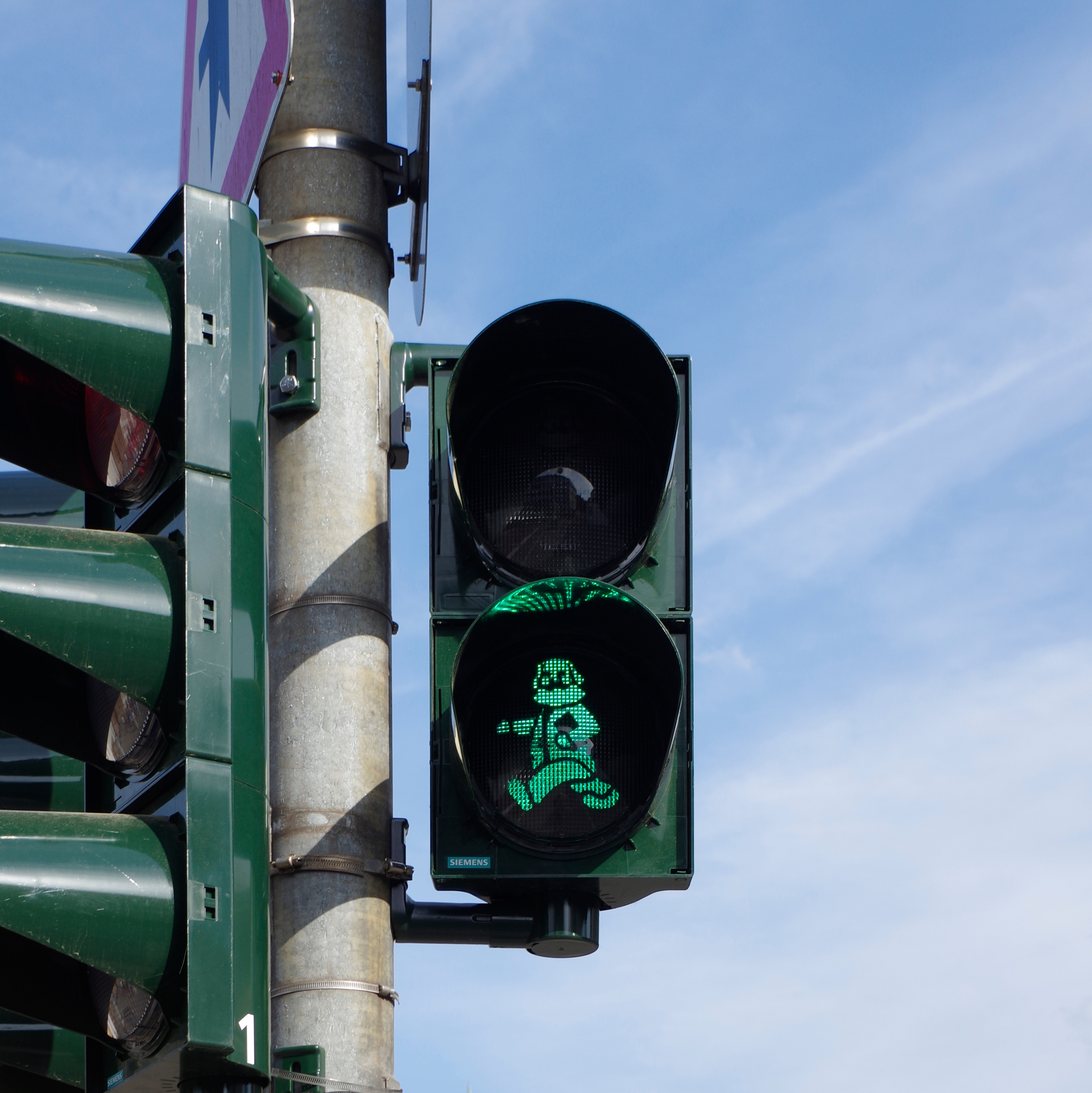
Светофор в Трире поблизости от памятника Марксу
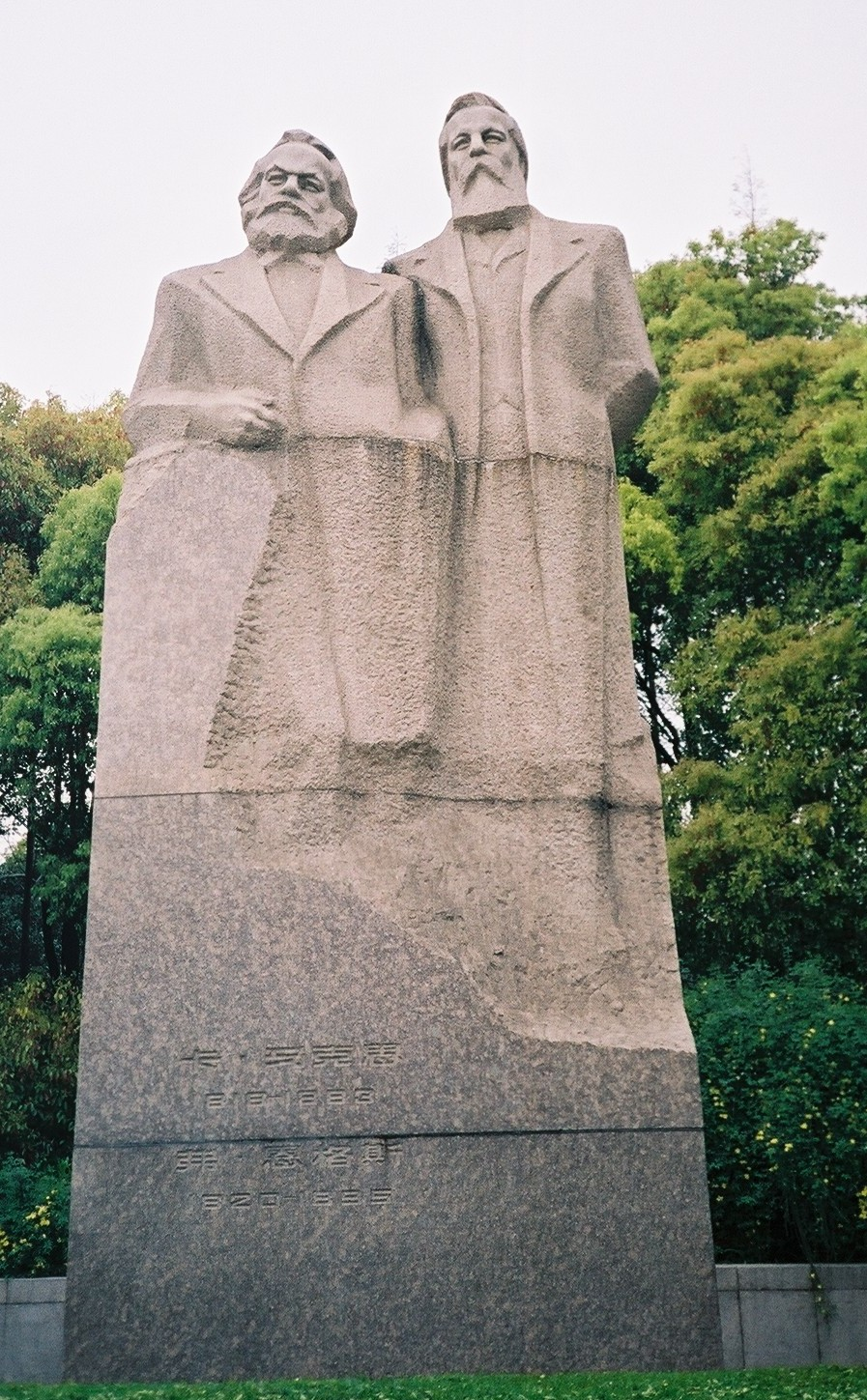
Шанхай, КНР

### В филателии
- Впервые Карл Маркс был изображён на почтовой марке Венгерской Советской Республики (1919)[источник не указан 3973 дня]. В 1933 году в СССР была выпущена серия почтовых марок к 50-летию со дня смерти К. Маркса. В 2018 году Почта России выпустила марку, посвящённую 200-летию со дня рождения Карла Маркса.

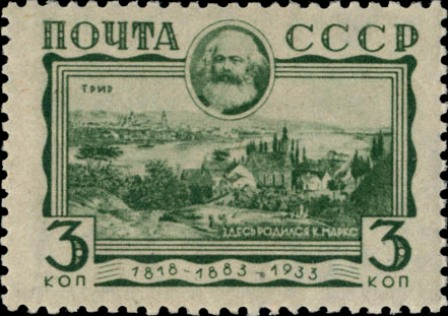
Почтовая марка СССР, 1933 год. Трир-родина К. Маркса.
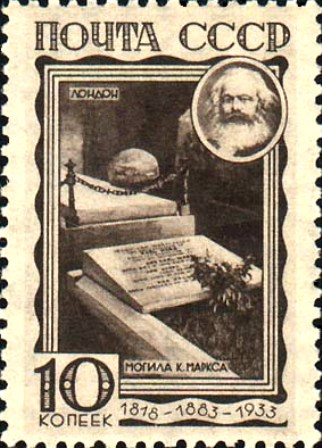
Почтовая марка СССР, 1933 год. Могила. Хайгетское кладбище.
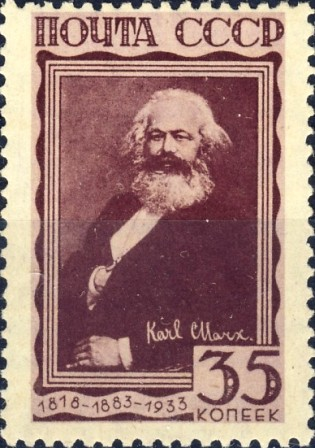
Почтовая марка СССР, 1933 год. Портрет.
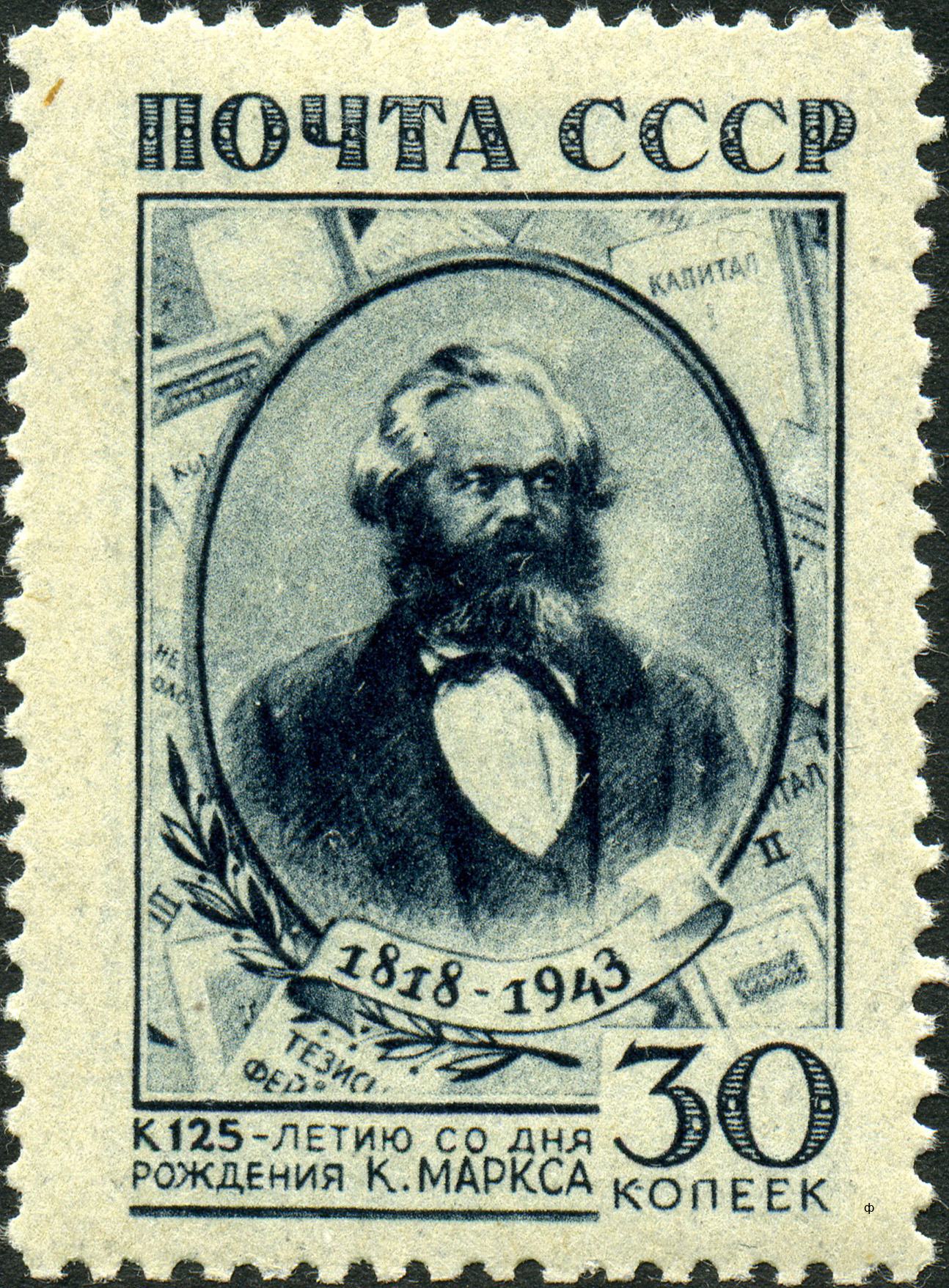
Почтовая марка СССР, 1943 год
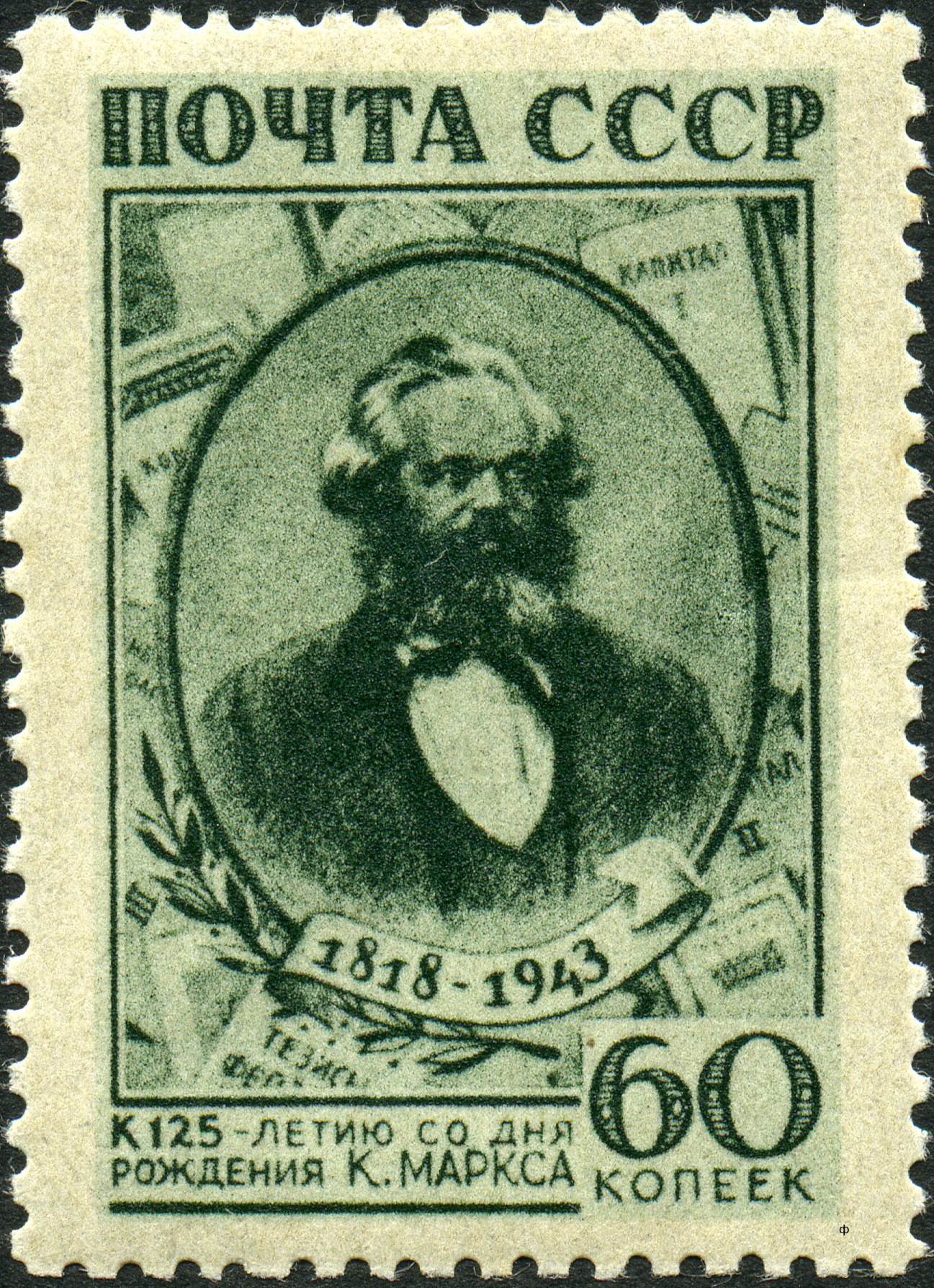
Почтовая марка СССР, 1943 год
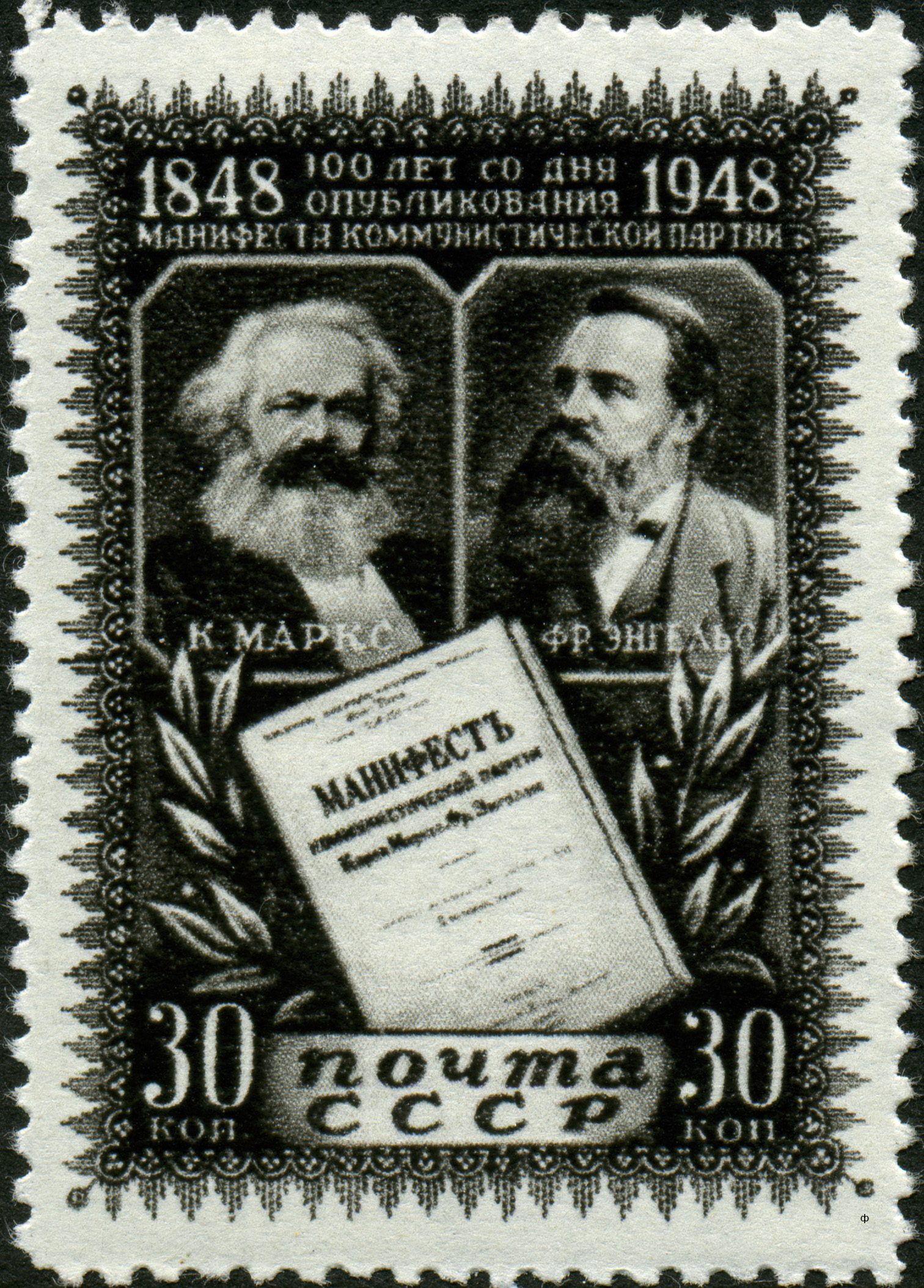
Почтовая марка СССР, 1948 год
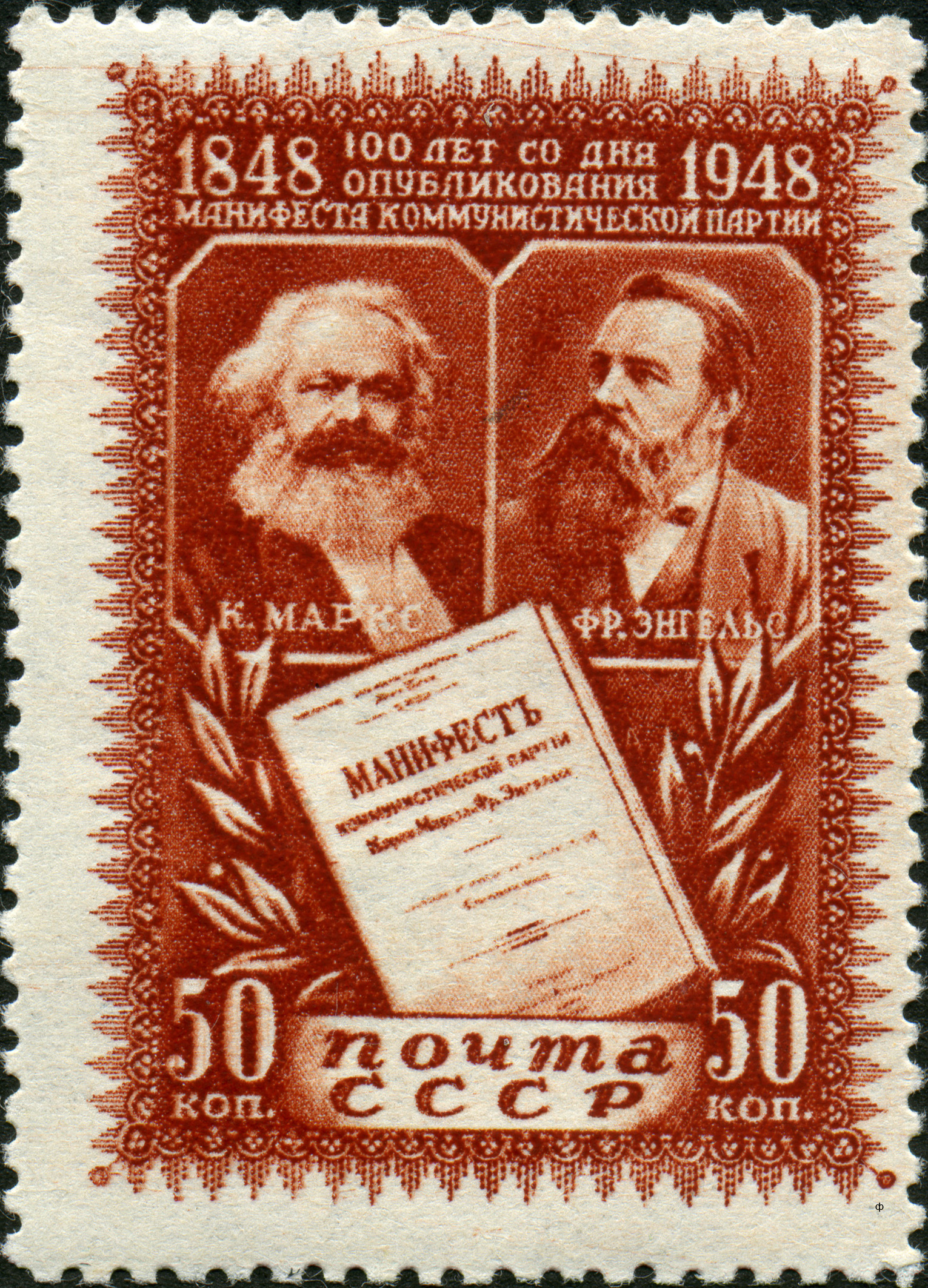
Почтовая марка СССР, 1948 год
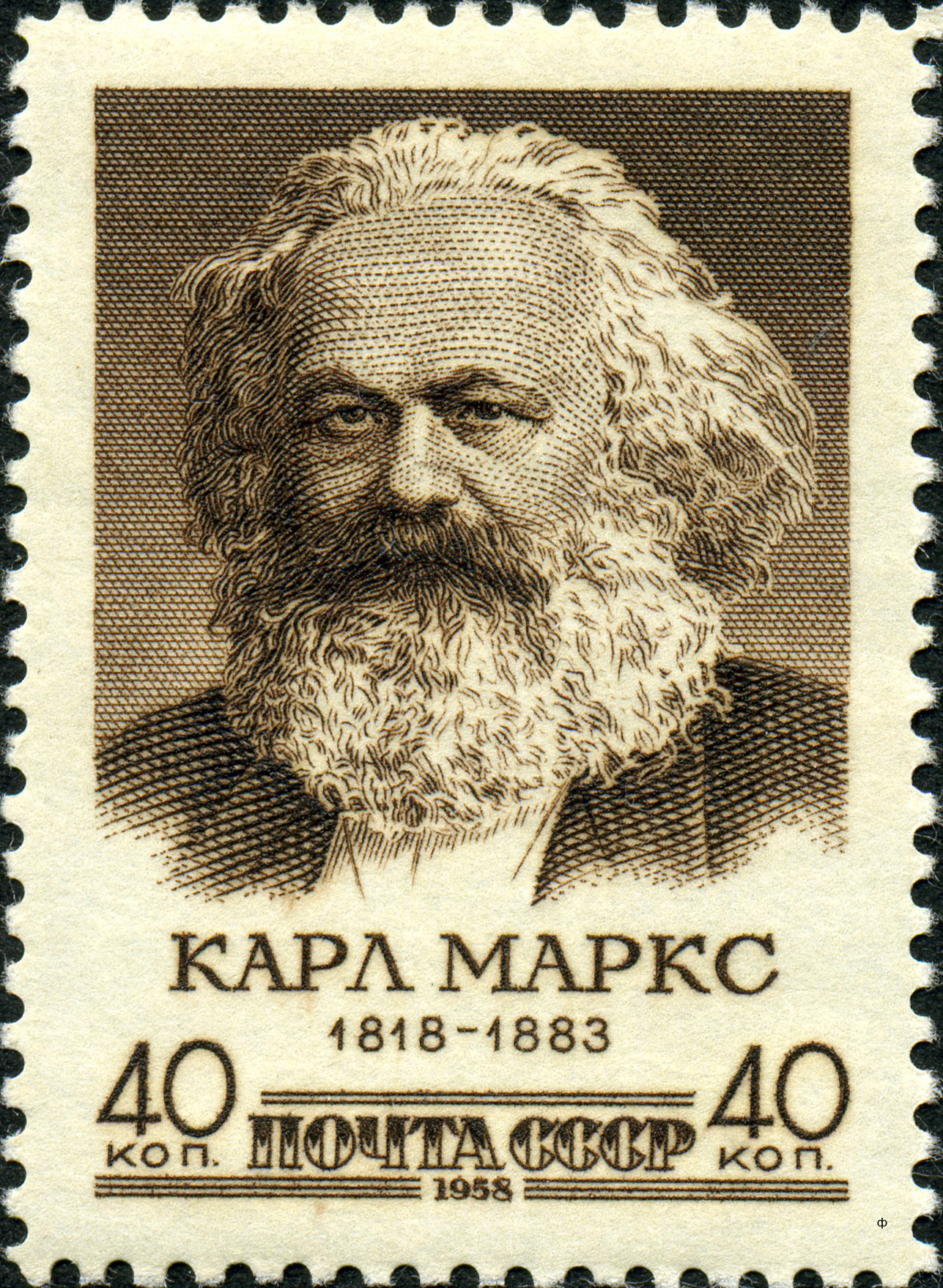
Почтовая марка СССР, 1958 год
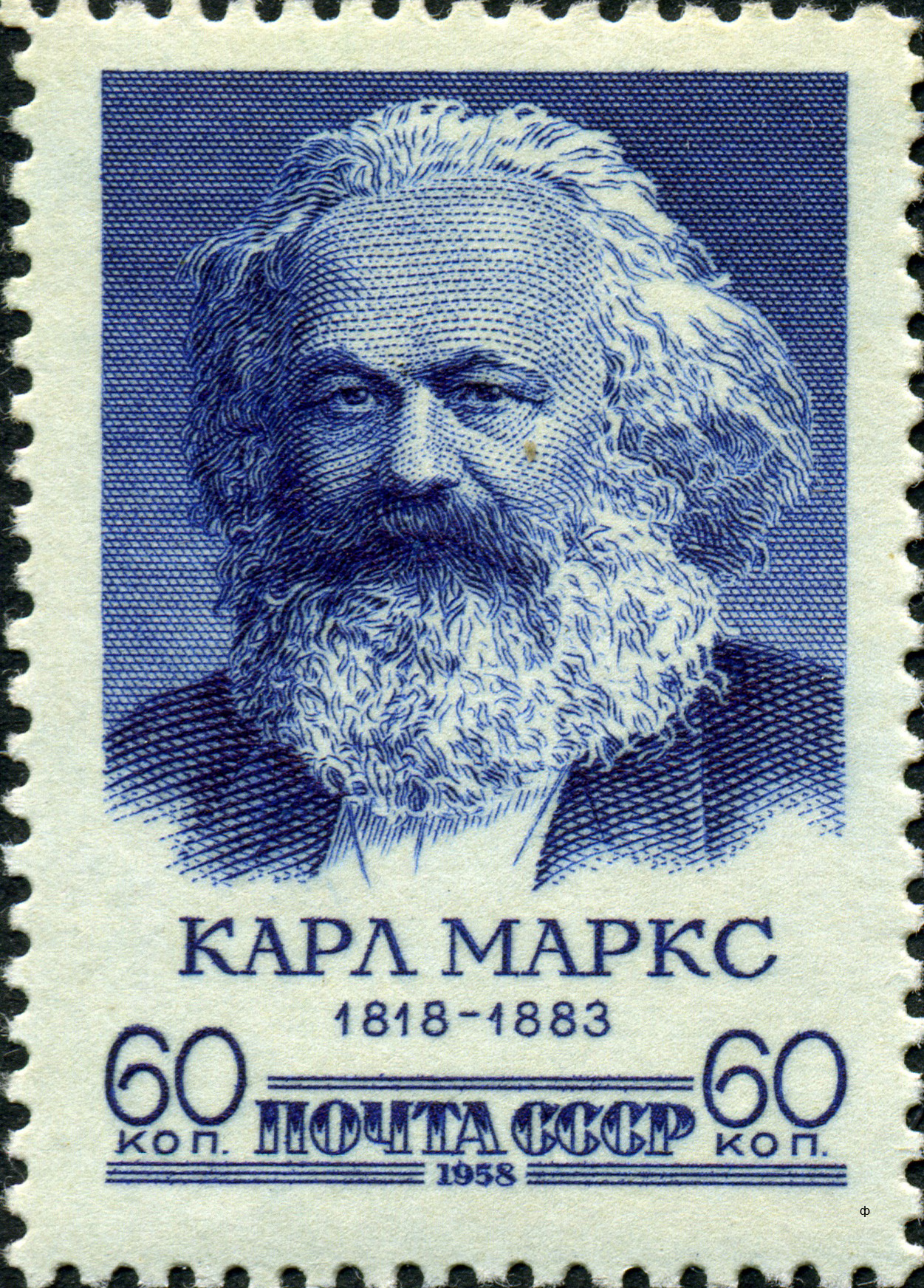
Почтовая марка СССР, 1958 год
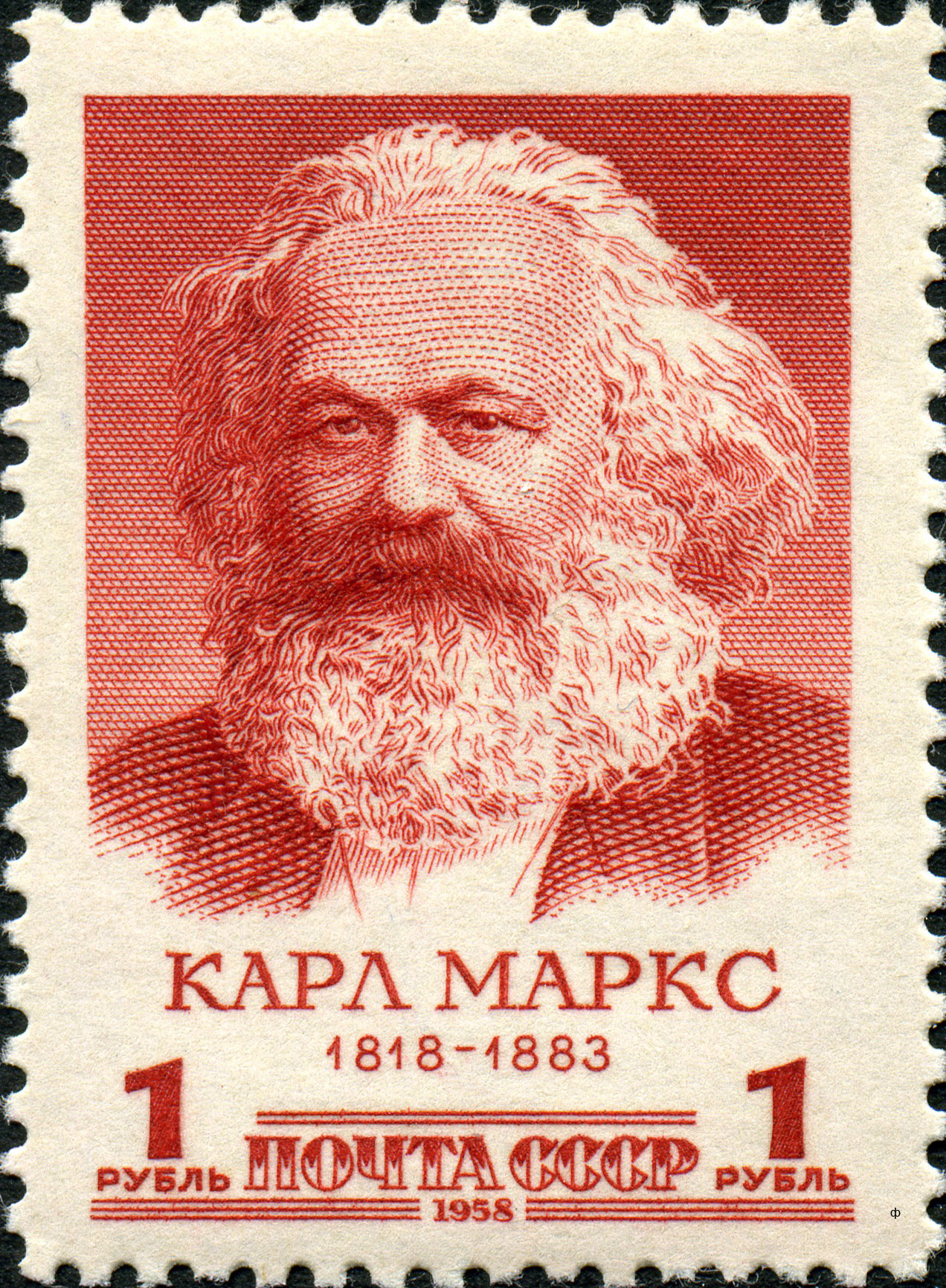
Почтовая марка СССР, 1958 год
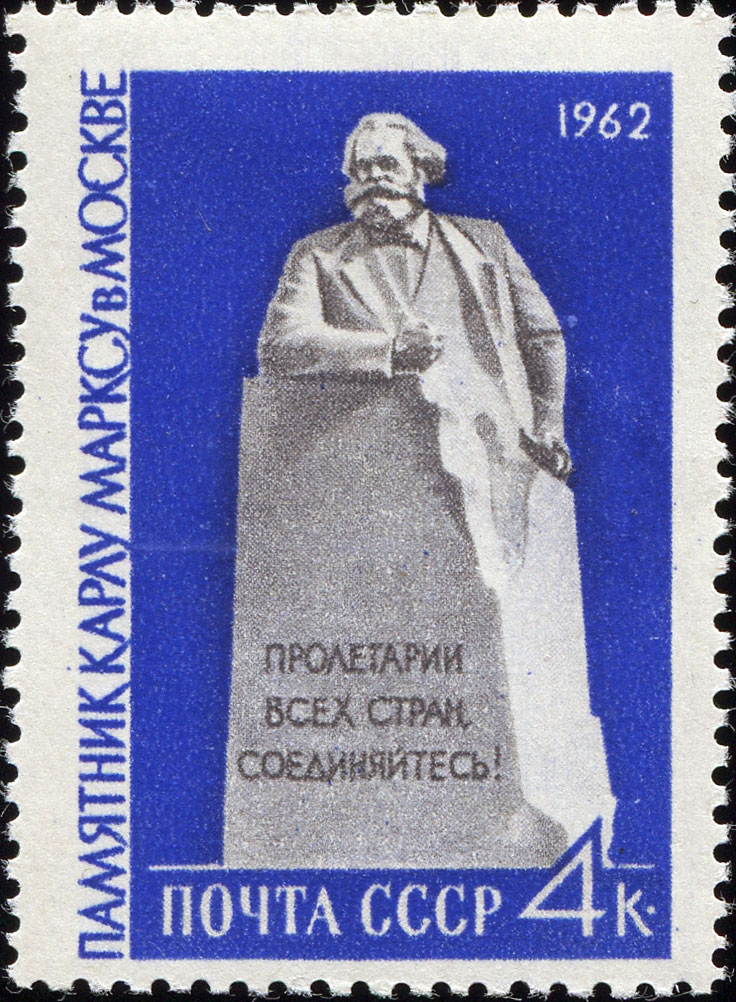
Почтовая марка СССР, 1962 год. Памятник в Москве
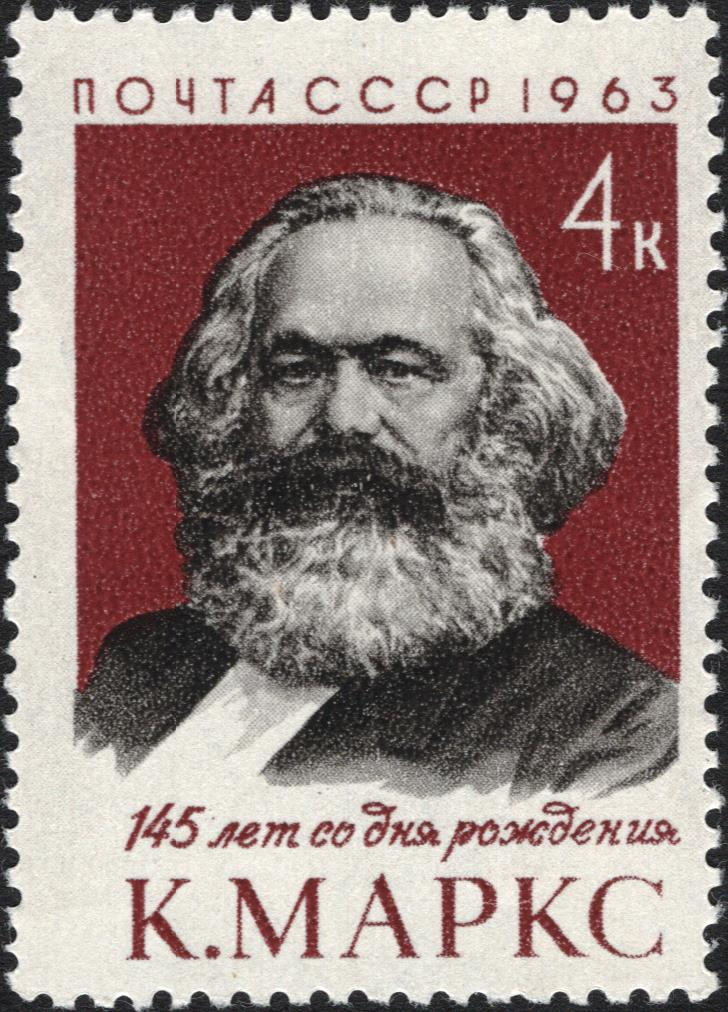
Почтовая марка СССР, 1963 год
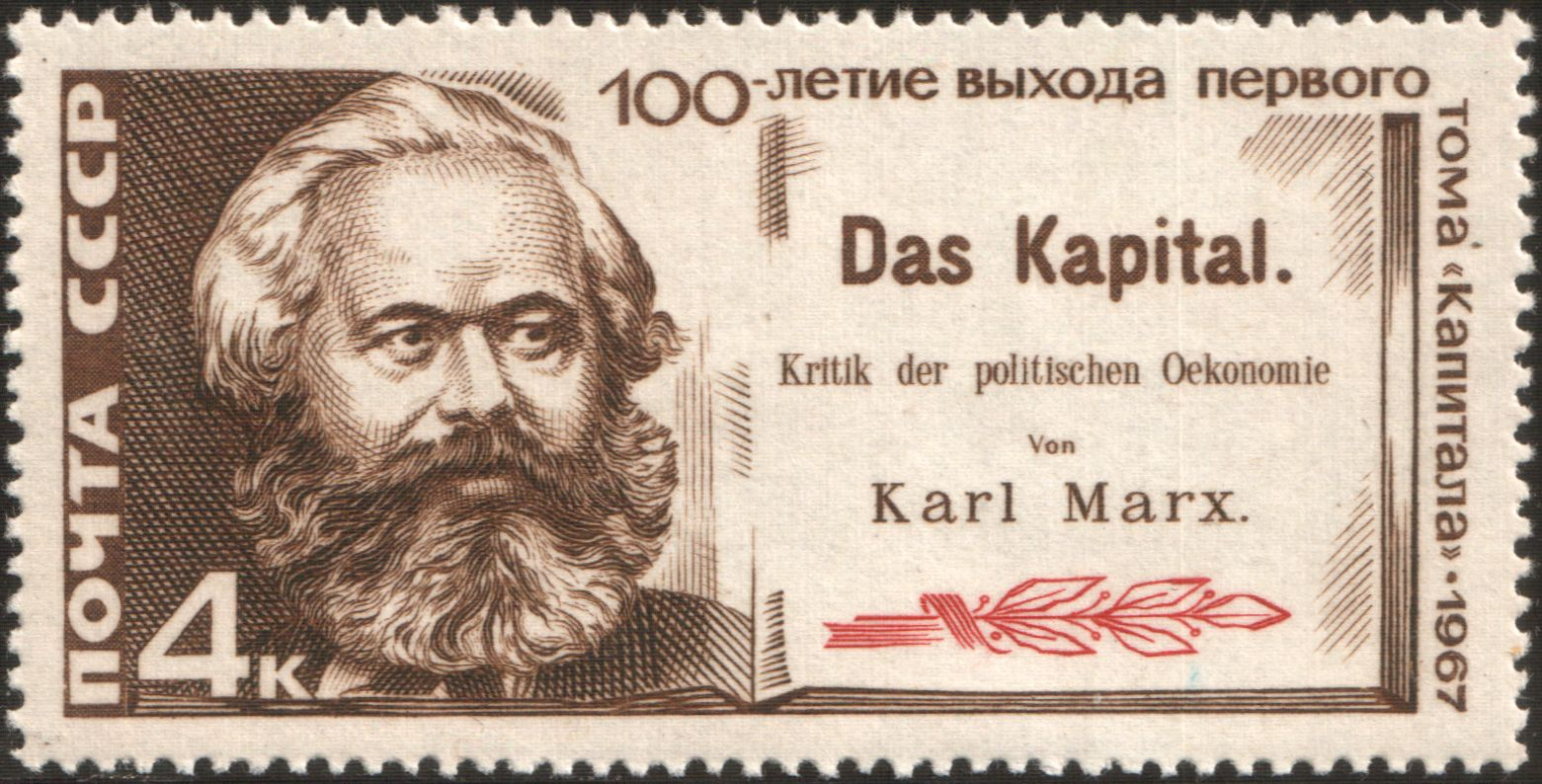
Почтовая марка СССР, 1967 год.
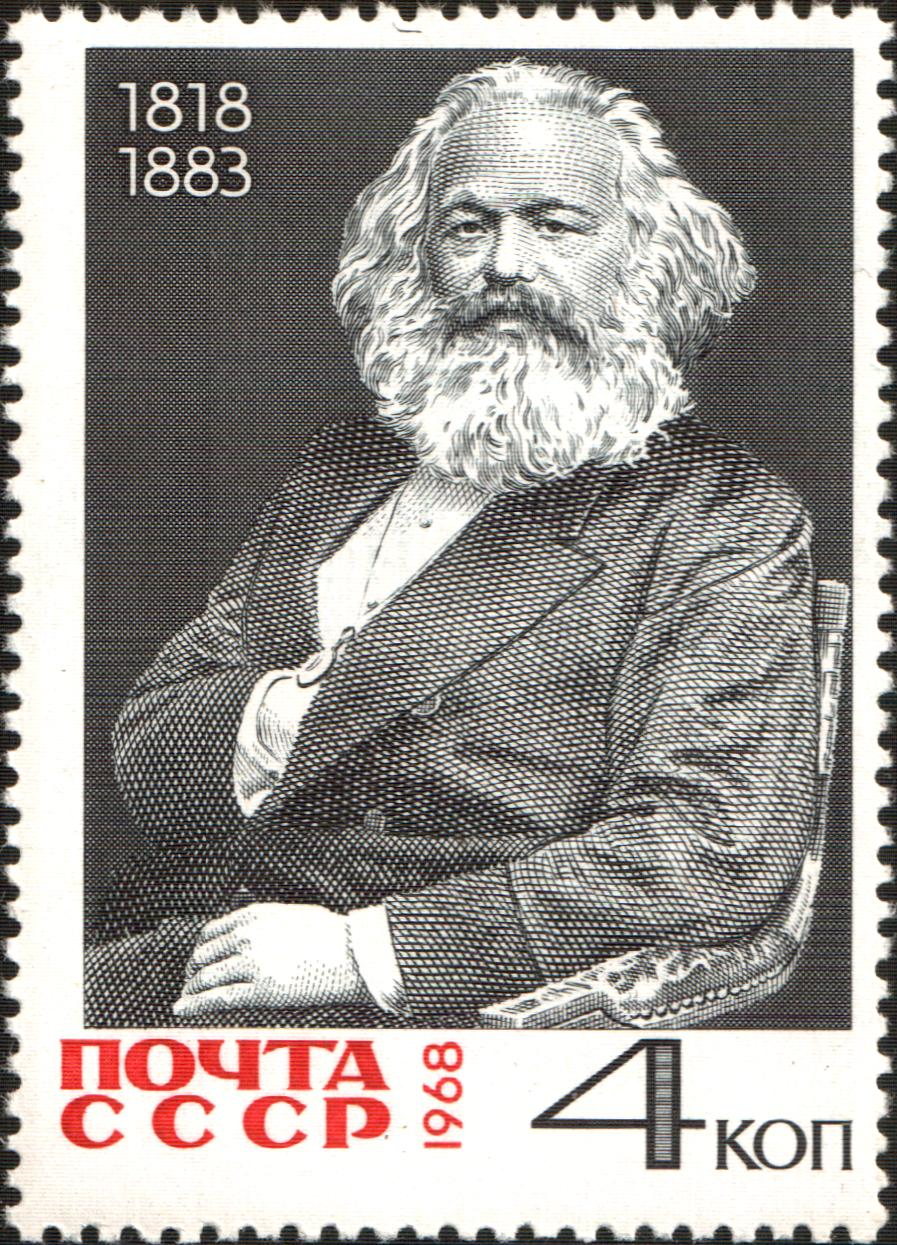
Почтовая марка СССР, 1968 год
Почтовая марка СССР, 1976 год
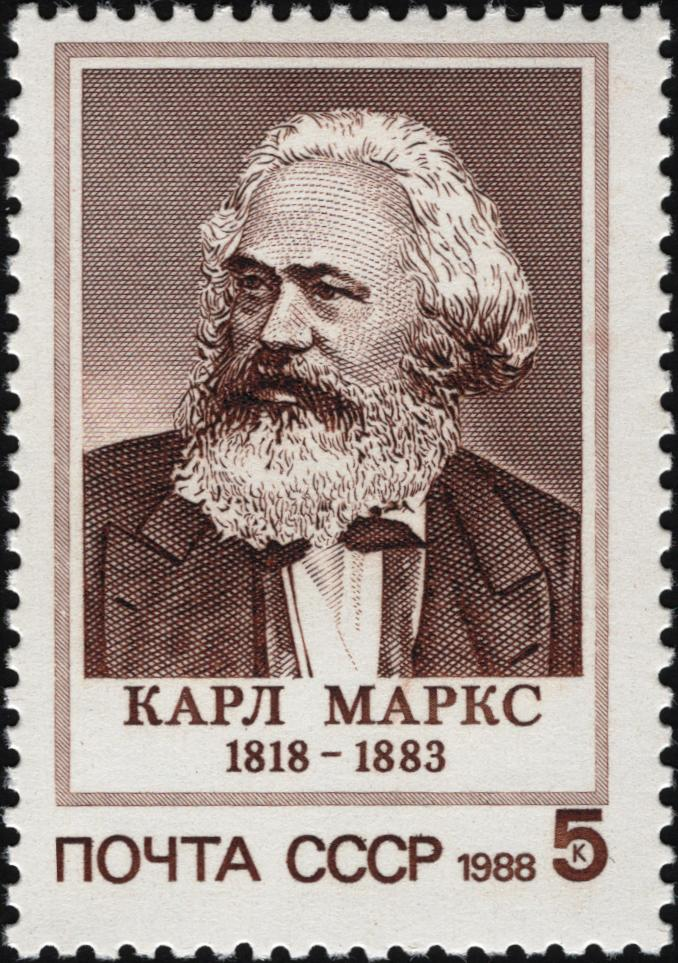
Почтовая марка СССР, 1988 год
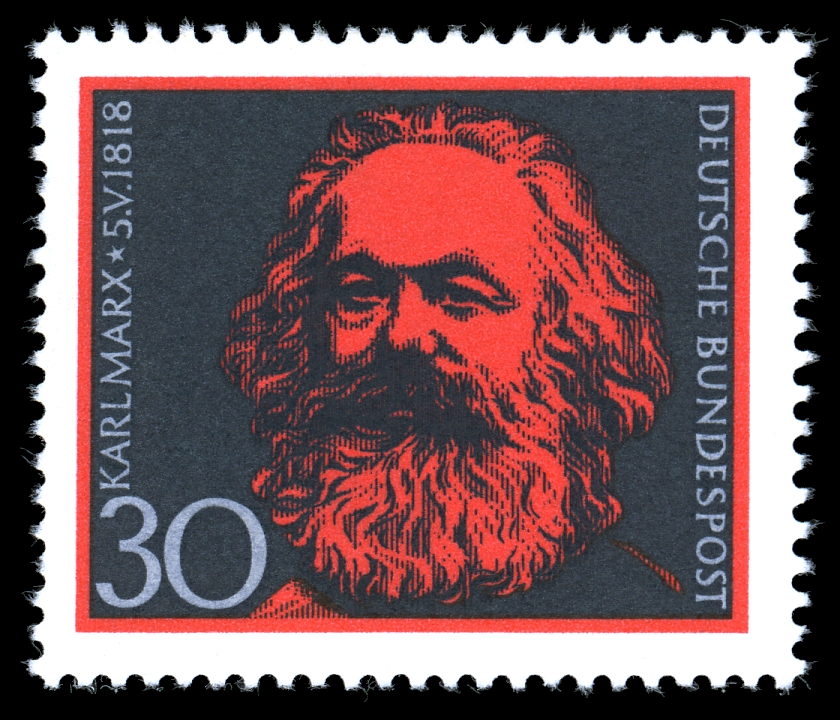
Почтовая марка ФРГ, 1968 год
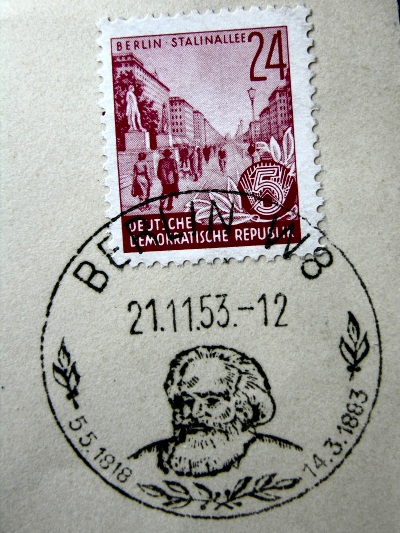
Почтовый штемпель с портретом Карла Маркса
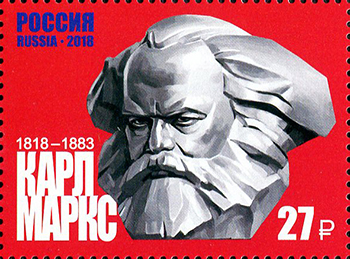
Почтовая марка 2018 год. 200 лет со дня рождения К. Г. Маркса

### В нумизматике

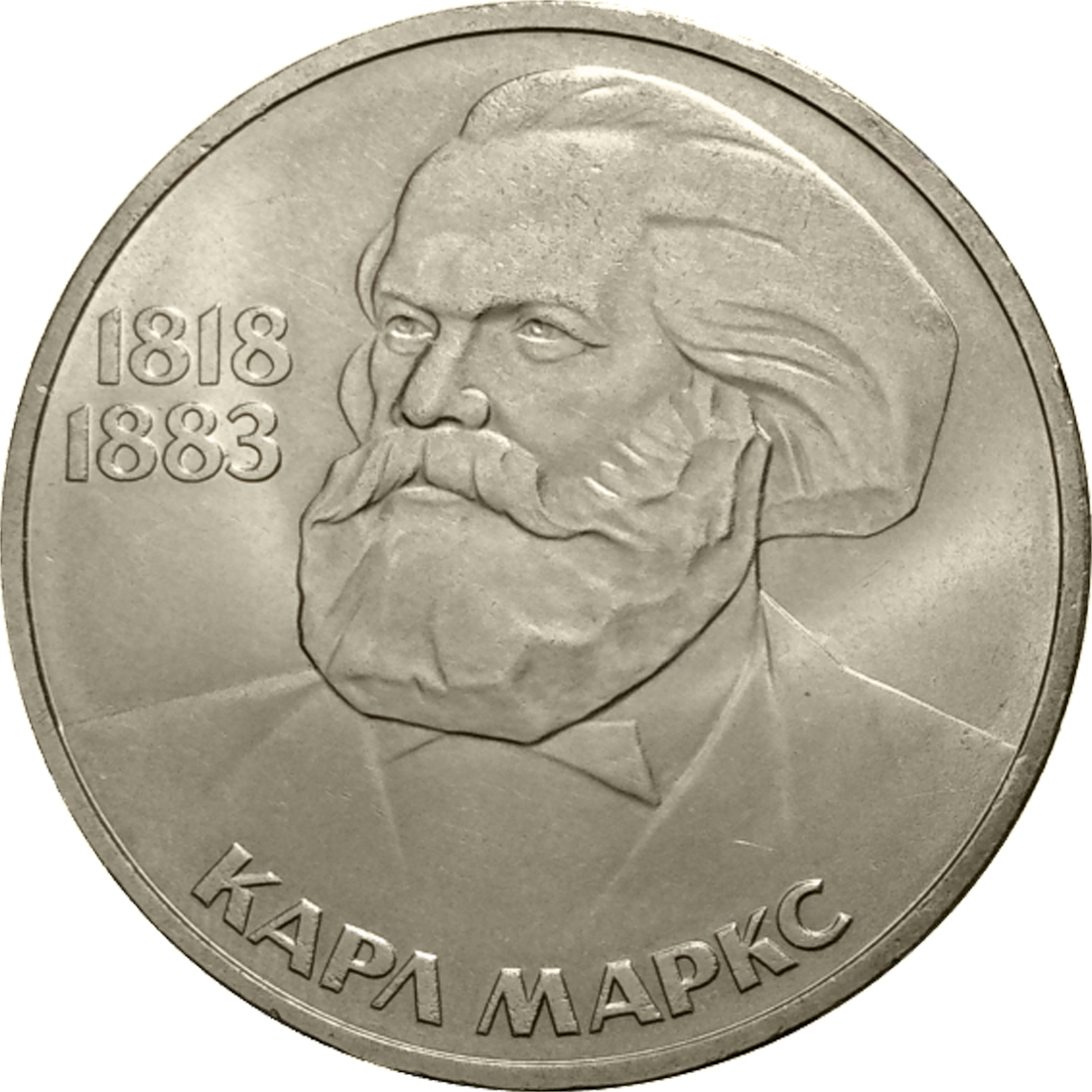
Юбилейный 1 рубль, 1983 год

- В 1968 году в ГДР выпущена серебряная монета 20 марок с изображением Карла Маркса.
- Памятные монеты, выпущенные в 1983 году, посвящённые 165 летию со дня рождения и 100 летию со дня смерти Карла Маркса:
  - В СССР — номиналом 1 рубль.
  - В ГДР — номиналом 20 марок. Также в ГДР была выпущена банкнота номиналом 100 марок с изображением Карла Маркса.
  - В ФРГ — 5 марок.
  - В ЧССР — 100 крон (серебро 0.500).
- В 1988 году в Монгольской народной республике выпущена монета с Карлом Марксом номиналом 1 тугрик. На 2019 год Монголией также анонсирована золотая монета с Марксом достоинством в 1000 тугриков.
- В 2002 на Кубе была выпущена монета с Марксом номиналом 1 песо.
- В 2018 году Почта Германии (Deutsche Post AG) выпустила почтовую марку посвящённую 200-летию со дня рождения Карла Маркса номиналом в 70 центов[90].
- В 2018 году в честь 200-й годовщины со дня рождения Карла Маркса в Трире были выпущены сувенирные «банкноты» номиналом в 0 евро с портретом философа[85].

### В кино
- Игорь Кваша («Год как жизнь» СССР, 1965)
- Альфред Мюллер (Mohr und die Raben von London, ГДР, 1968)
- Вернер Крейндт («Фердинанд Лассаль», Ferdinand Lassalle, ФРГ, 1972)
- Леон Аскин («Meeting of Minds», телесериал, США, 1977)
- Ли Монтегю («Элеонора Маркс», телесериал, Англия, 1977)
- Юрген Рейтер («Маркс и Энгельс», «Marx und Engels — Stationen ihres Lebens», телесериал, ГДР, 1978—1980)
- Венцеслав Кисёв («Карл Маркс. Молодые годы», СССР—ГДР, 1979)
- Ив Рифо (Votre enfant m’intéresse, Франция, 1981)
- Ульрих фон Бок («Генрих Гейне», Heinrich Heine — Die zweite Vertreibung aus dem Paradies ФРГ, 1983)
- Мед Хондо («1871», Англия—Франция, 1990)
- Карло Брандт («Женни Маркс», Jenny Marx, la femme du diable Франция, 1993)
- Мартин Хайдер («Лекции Марка Стила» «The Mark Steel Lectures», телесериал, Англия, 2003)
- Роберт Лор («Жизнь Генриха Гейне», Denk ich an Deutschland in der Nacht… Das Leben des Heinrich Heine ФРГ, 2006)
- Карел Затопек и Оливер Бойзен («Die Deutschen», телесериал, ФРГ, 2010)
- Андрес Матти («Современники», Франция—Швейцария, 2010)
- Генри Гудмен («Голем», режиссёр Хуан Карлос Медина, 2016)
- Аугуст Диль («Молодой Карл Маркс», режиссёр Рауль Пек, 2017)
- Сал Юсуф («Товарищ в Америке» / Comrade in America, Индия, режиссёр Амал Нирад, 2017)

#### Документалистика
- «Красиво цветёт волчеягодник» из цикла «Настоящее — прошедшее. Поиски и находки» (Россия, 2018)[91]

### В театре
- Пол Риттер («Берег Утопии», Королевский национальный театр, Лондон, 2002)
- Рори Киннир («Молодой Маркс», театр «Мост», Лондон, 2017)

## Сочинения

### Работы

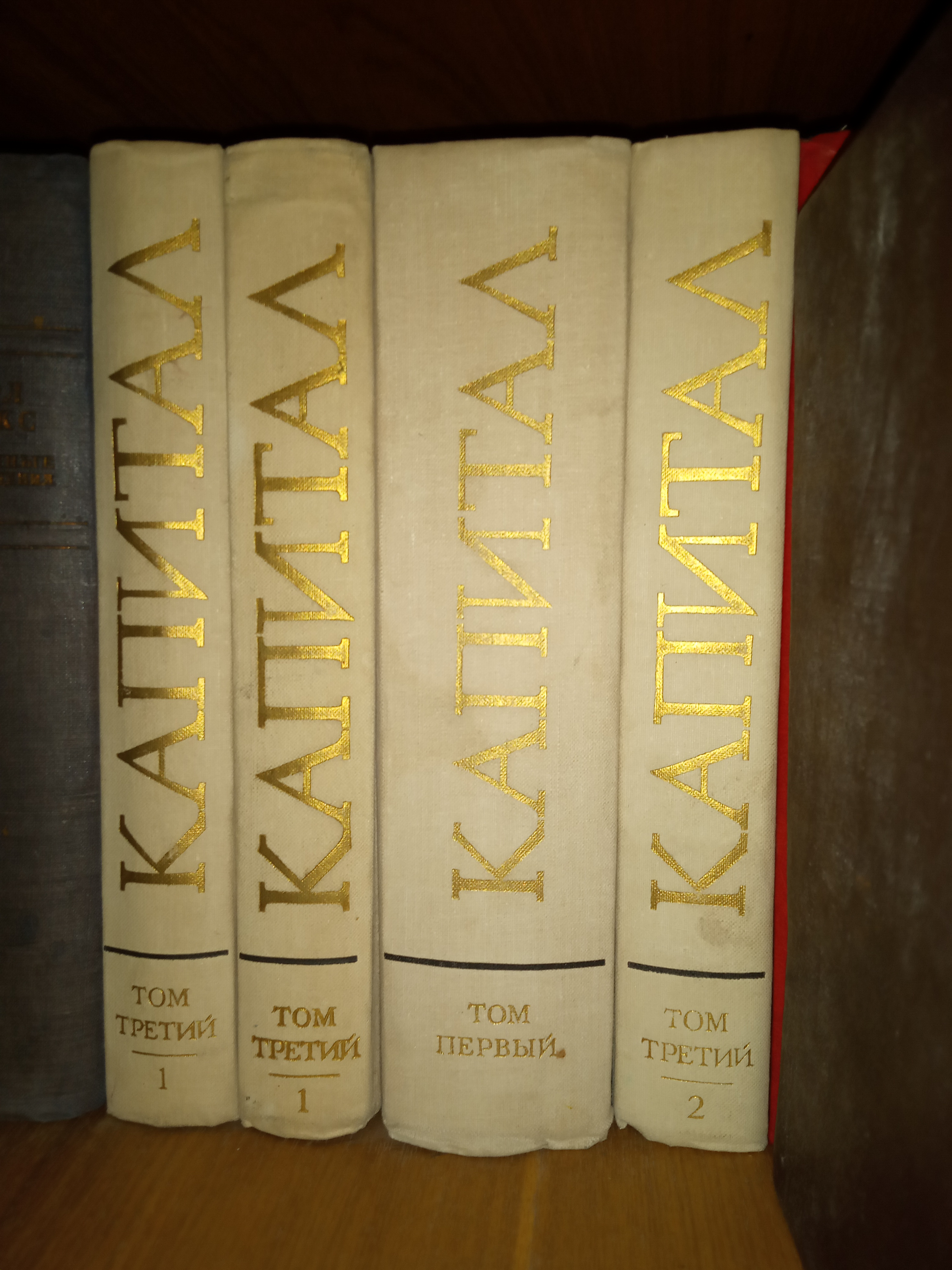
К. Маркс. Капитал. Москва: Издательство Политической литературы, 1973

- Тетради по истории эпикурейской, стоической и скептической философии (1839)
- Различие между натурфилософией Демокрита и натурфилософией Эпикура (1841)
- К критике гегелевской философии права (1843)
- Экономическо-философские рукописи (1844)
- Святое семейство, или Критика критической критики. Против Бруно Бауэра и компании (1844). Написано в соавторстве с Фридрихом Энгельсом.
- К еврейскому вопросу (1844)
- Тезисы о Фейербахе (1845)
- Немецкая идеология (1846). Написано в соавторстве с Фридрихом Энгельсом.
- Нищета философии. Ответ на «Философию нищеты» г-на Прудона (1847)
- Наёмный труд и капитал (1847)
- Заработная плата (1847)
- Манифест коммунистической партии (1848). Написано в соавторстве с Фридрихом Энгельсом.
- Классовая борьба во Франции (1850)
- Восемнадцатое брюмера Луи Бонапарта (1852)
- Великие мужи эмиграции (1852). Написано в соавторстве с Фридрихом Энгельсом.
- Лорд Пальмерстон (1853)
- Падение Карса (1856)
- Очерк критики политической экономии (Grundrisse) (1857—1858)
- Статьи об отмене крепостного права в России (1858)
- К критике политической экономии (1859)
- Господин Фогт (1860)
- Статьи о Гражданской войне в США (1861)
- Заработная плата, цена и прибыль (1865)
- Капитал, т. 1. (1867)
- Гражданская война во Франции (1871)
- Критика Готской программы (1875). Написано в соавторстве с Фридрихом Энгельсом.
- Капитал, т. 2. (1885)
- Капитал, т. 3. (1894)
- Капитал, т. 4. (1905—1910)
- Математические рукописи (изданы в СССР в 1968 г.)

### Издания
- Маркс К., Энгельс Ф. Сочинения. Изд. 2. Тома 1—50 в pdf-формате
- Полное собрание сочинений Маркса и Энгельса на языке оригинала (MEGA[нем.]) — международное издание полного собрания сочинений ещё не закончено, на 2011 год издано больше 100 томов.
- Маркс К., Энгельс Ф. Из ранних произведений. М.: Государственное издательство политической литературы, 1956. — 699 с.
- Маркс К. Разоблачения дипломатической истории XVIII века
- Архив Маркса и Энгельса.